# فهرست پرفروش‌ترین فیلم‌های سینمای ایران
فهرست پرفروش‌ترین فیلم‌های سینمای ایران فهرستی از فیلم‌های به نمایش درآمده در سینمای ایران است که توانسته‌اند رکوردهای فروش در گیشه را کسب کنند. در حال حاضر، هفتاد سی (۱۴۰۲) به کارگردانی بهرام افشاری با فروش ۳۶۰ میلیارد تومانی، پرفروش‌ترین فیلم سینمای ایران در سال نخست اکران بدون درنظرگرفتن نرخ تورم است. همچنین فسیل (کریم امینی، ۱۳۹۹) با بیش از ۷٬۴ میلیون بیننده، پربیننده‌ترین فیلم تاریخ سینمای ایران در سال نخست اکران و عقاب‌ها (ساموئل خاچیکیان، ۱۳۶۳) با ۱۰٬۲ میلیون تماشاچی، پربیننده‌ترین فیلم ایران در طول سال‌های اکران در سینماهاست.
اطلاعات این مقاله، صرفاً براساس آمارهای رسمی جدول فروش فیلم‌ها در مقیاس کل کشور ایران است که از سال ۱۳۶۴ به‌بعد موجود بوده و توسط سازمان سینمایی کشور و وبگاه‌هایی که به آمارهای رسمی میزان فروش هر فیلم دسترسی داشته باشند، منتشر می‌شود.

## پرفروش‌ترین فیلم‌ها

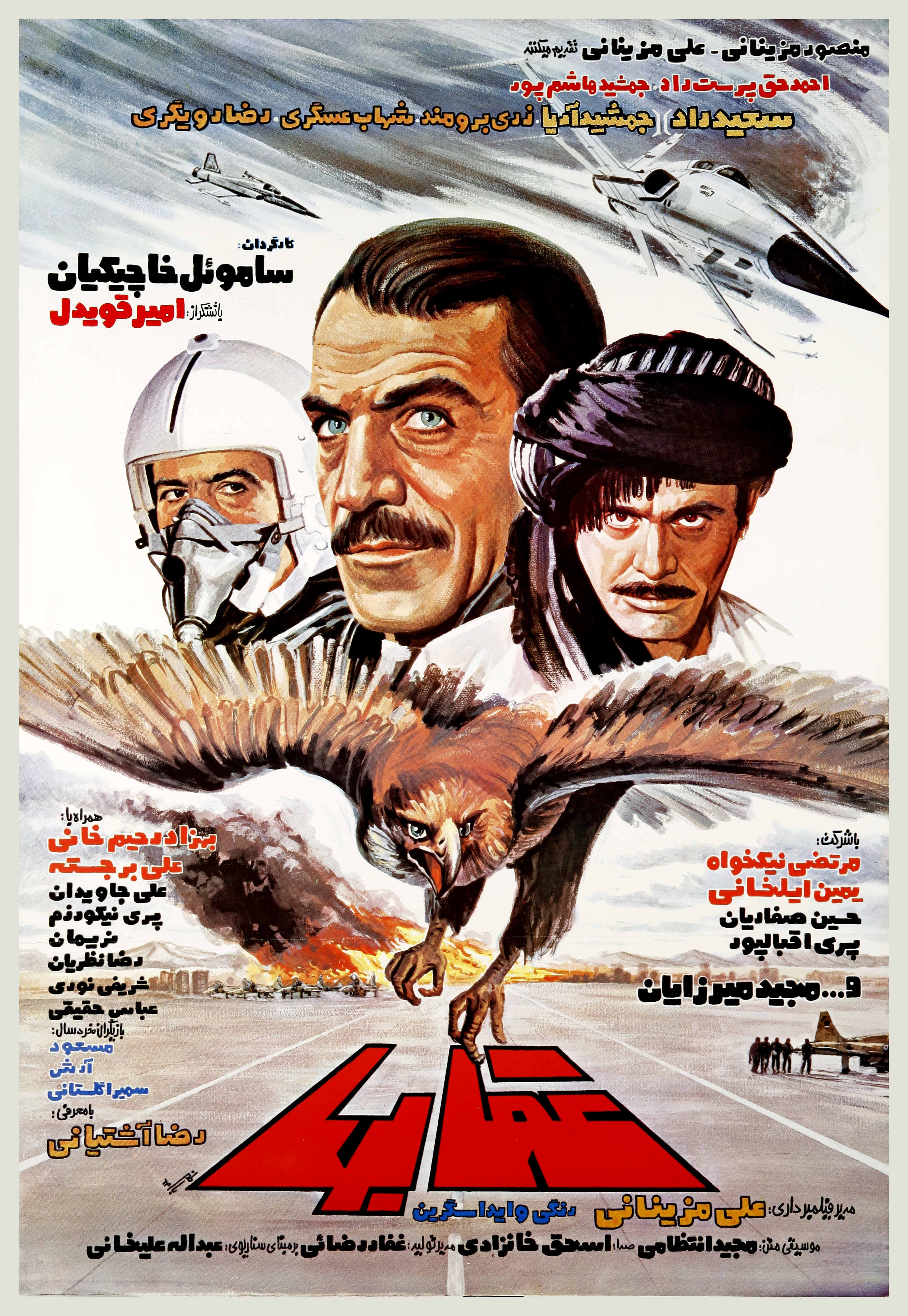
عقاب‌ها (۱۳۶۳) تنها فیلم سینمای ایران است که بیش از ۱۰ میلیون نفر آن را در سینما تماشا کرده‌اند. این فیلم تا پنج سال رکورددار پرفروش‌ترین فیلم ایرانی بود.

جدول زیر شامل پنجاه فیلمی است که بیشترین میزان فروش را در سینمای ایران داشته‌اند.
- پرفروش‌ترین فیلم سینمای ایران در حال حاضر فیلم هفتاد سی به کارگردانی بهرام افشاری و تهیه‌کنندگی سید ابراهیم عامریان است. این فیلم در سال ۱۴۰۲ تهیه و تولید شد و از ۷ آذر ۱۴۰۳ در سینماهای ایران اکران شد.
- پرفروش‌ترین فیلم غیرکمدی سینمای ایران در حال حاضر فیلم پیرپسر به کارگردانی اکتای براهنی و تهیه‌کنندگی بابک حمیدیان و حنیف سروری است. این فیلم محصول ۱۴۰۰ است و در سال ۱۴۰۴ در سینماهای ایران اکران شد و در رتبه هشتم جدول قرار دارد.
- پرفروش‌ترین فیلم انیمیشن سینمای ایران در حال حاضر انیمیشن سینمایی ببعی قهرمان به تهیه‌کنندگی محمدمهدی مشکوری و کارگردانی مشترک حسین صفارزادگان و میثم حسینی است که در سال ۱۴۰۳ به اکران رسید و در رتبه نوزدهم جدول قرار دارد.
- پرفروش‌ترین فیلم کودک سینمای ایران در حال حاضر فیلم نارگیل ۲ به تهیه‌کنندگی سیدابراهیم عامریان و کارگردانی سید داوود اطیابی است. این فیلم در سال ۱۳۹۸ تولید شد و در سال ۱۴۰۲ به اکران رسید و در رتبه چهلم جدول قرار دارد.
- پرفروش‌ترین فیلم سینمای ایران در دوران همه‌گیری کووید-۱۹، فیلم دینامیت (۱۴۰۰) به تهیه‌کنندگی سیدابراهیم عامریان و کارگردانی سید مسعود اطیابی است که در رتبه بیست و پنجم جدول قرار دارد.
- در فهرست پنجاه فیلم پرفروش سینمای ایران، ۱۱ فیلم غیرکمدی، ۵ فیلم سینمایی انیمیشن و ۳۴ فیلم کمدی حضور دارند.
- فیلم‌های این جدول بدون در نظر گرفتن نرخ تورم سالانه و صرفاً به ترتیب میزان فروشی که هر فیلم در هنگام اکران خود داشته، مرتب شده‌اند.

تذکر: اکران فیلم‌هایی که از زمستان آغاز شده و در سال بعد به پایان برسند، در جدول فروش سال جدید منظور می‌شوند.
| dagger | فیلم‌های در حال اکران          |
| x      | فیلم‌های توقیف‌شده در حین اکران |

| رتبه | اوج | نام فیلم                   | میزان فروش      | سال اکران | منبع        |
| ---- | --- | -------------------------- | --------------- | --------- | ----------- |
| ۱    | ۱   | هفتاد سی                   | ۳۶۰٬۴۴۲٬۰۰۰٬۵۴۰ | ۱۴۰۳      | [ ۲ ] [ ۳ ] |
| ۲    | ۱   | فسیل                       | ۳۲۴٬۵۲۶٬۵۰۲٬۰۰۰ | ۱۴۰۲      | [ ۴ ]       |
| ۳    | ۲   | هتل                        | ۲۷۷٬۰۵۲٬۱۱۵٬۸۳۱ | ۱۴۰۲      | [ ۴ ]       |
| ۴    | ۳   | تگزاس ۳                    | ۲۴۹٬۱۲۲٬۱۴۳٬۴۰۰ | ۱۴۰۳      | [ ۲ ]       |
| ۵    | ۴   | زودپز                      | ۲۲۹٬۹۱۱٬۸۱۲٬۵۰۰ | ۱۴۰۳      | [ ۲ ]       |
| ۶    | ۳   | تمساح خونی                 | ۱۶۸٬۲۸۰٬۴۲۷٬۲۵۰ | ۱۴۰۳      | [ ۲ ]       |
| ۷    | ۷   | دایناسور                   | ۱۵۱٬۶۴۵٬۹۹۳٬۰۰۸ | ۱۴۰۴      | [ ۵ ]       |
| ۸    | ۸   | پیرپسر                     | ۱۳۹٬۳۲۰٬۰۰۰٬۰۰۰ | ۱۴۰۴      | [ ۵ ]       |
| ۹    | ۸   | صددام                      | ۱۲۸٬۹۱۲٬۰۴۴٬۰۰۰ | ۱۴۰۴      | [ ۵ ]       |
| ۱۰   | ۷   | صبحانه با زرافه‌ها          | ۱۲۱٬۳۳۷٬۴۴۸٬۰۰۰ | ۱۴۰۳      | [ ۲ ]       |
| ۱۱   | ۴   | مست عشق                    | ۱۲۰٬۳۴۹٬۳۲۰٬۷۵۰ | ۱۴۰۳      | [ ۲ ]       |
| ۱۲   | ۶   | پول و پارتی                | ۹۱٬۲۰۱٬۱۷۹٬۵۰۰  | ۱۴۰۳      | [ ۲ ]       |
| ۱۳   | ۶   | خجالت نکش ۲                | ۸۶٬۲۶۱٬۹۴۴٬۲۰۰  | ۱۴۰۳      | [ ۲ ]       |
| ۱۴   | ۳   | هاوایی                     | ۸۳٬۵۵۰٬۴۶۵٬۷۵۰  | ۱۴۰۲      | [ ۴ ]       |
| ۱۵   | ۱۵  | مرد عینکی                  | ۸۱٬۸۳۸٬۶۳۵٬۰۰۰  | ۱۴۰۴      | [ ۵ ]       |
| ۱۶   | ۳   | شهر هرت                    | ۷۷٬۶۱۱٬۳۳۹٬۵۵۷  | ۱۴۰۲      | [ ۴ ]       |
| ۱۷   | ۱   | انفرادی                    | ۷۷٬۵۸۶٬۲۲۵٬۰۰۰  | ۱۴۰۱      | [ ۶ ]       |
| ۱۸   | ۱۶  | موسی کلیم‌الله: به وقت طلوع | ۶۹٬۵۶۳٬۷۲۷٬۹۳۰  | ۱۴۰۴      | [ ۷ ]       |
| ۱۹   | ۱۴  | ببعی قهرمان                | ۶۷٬۹۲۹٬۰۱۵٬۰۰۰  | ۱۴۰۳      | [ ۲ ]       |
| ۲۰   | ۱۴  | سال گربه                   | ۶۴٬۶۰۶٬۵۹۰٬۰۰۰  | ۱۴۰۳      | [ ۲ ]       |
| ۲۱   | ۶   | ویلای ساحلی                | ۶۳٬۶۸۸٬۸۵۰٬۰۰۰  | ۱۴۰۲      | [ ۴ ]       |
| ۲۲   | ۲۰  | کوکتل مولوتف               | ۶۲٬۶۴۱٬۳۱۳٬۳۵۲  | ۱۴۰۴      | [ ۵ ]       |
| ۲۳   | ۵   | بچه‌زرنگ                    | ۶۲٬۵۱۴٬۸۵۷٬۰۰۰  | ۱۴۰۲      | [ ۴ ]       |
| ۲۴   | ۲۴  | زن و بچه                   | ۶۰٬۱۸۳٬۷۴۷٬۰۰۰  | ۱۴۰۴      | [ ۵ ]       |
| ۲۵   | ۱   | دینامیت                    | ۵۸٬۸۰۱٬۳۴۲٬۵۰۰  | ۱۴۰۰      | [ ۸ ]       |
| ۲۶   | ۳   | بخارست                     | ۵۴٬۸۲۹٬۱۳۸٬۹۵۰  | ۱۴۰۱      | [ ۶ ]       |
| ۲۷   | ۱۳  | بی‌بدن                      | ۴۶٬۵۳۹٬۹۲۴٬۵۰۰  | ۱۴۰۳      | [ ۲ ]       |
| ۲۸   | ۲۲  | خرچنگ                      | ۴۲٬۲۱۸٬۰۲۲٬۱۰۰  | ۱۴۰۳      | [ ۲ ]       |
| ۲۹   | ۳   | سگ‌بند                      | ۴۲٬۱۴۷٬۸۲۷٬۰۰۰  | ۱۴۰۱      | [ ۶ ]       |
| ۳۰   | ۲   | گشت ارشاد ۳                | ۴۲٬۰۸۴٬۷۷۶٬۲۵۲  | ۱۴۰۰      | [ ۸ ]       |
| ۳۱   | ۱   | مطرب                       | ۳۸٬۵۴۶٬۴۵۶٬۰۰۰  | ۱۳۹۸      | [ ۹ ]       |
| ۳۲   | ۱   | هزارپا                     | ۳۸٬۰۶۳٬۸۴۸٬۰۰۰  | ۱۳۹۷      | [ ۱۰ ]      |
| ۳۳   | ۳۰  | رها                        | ۳۷٬۶۵۷٬۲۲۱٬۹۸۵  | ۱۴۰۴      | [ ۵ ]       |
| ۳۴   | ۲۶  | آریاشهر دو نفر             | ۳۵٬۳۲۹٬۶۵۳٬۰۰۰  | ۱۴۰۳      | [ ۲ ]       |
| ۳۵   | ۹   | ملاقات خصوصی               | ۳۳٬۹۳۷٬۷۷۳٬۰۰۰  | ۱۴۰۱      | [ ۶ ]       |
| ۳۶   | ۱۵  | ورود و خروج ممنوع          | ۳۱٬۵۰۶٬۶۰۸٬۰۰۰  | ۱۴۰۲      | [ ۴ ]       |
| ۳۷   | ۳۴  | پسر دلفینی ۲               | ۳۱٬۴۵۷٬۰۲۳٬۰۰۰  | ۱۴۰۴      | [ ۵ ]       |
| ۳۸   | ۳۶  | سلام علیکم حاج آقا         | ۲۹٬۱۲۰٬۵۳۲٬۰۰۰  | ۱۴۰۴      | [ ۵ ]       |
| ۳۹   | ۳۸  | خانه ارواح                 | ۲۸٬۳۶۱٬۷۹۵٬۰۰۰  | ۱۴۰۴      | [ ۵ ]       |
| ۴۰   | ۱۶  | نارگیل ۲                   | ۲۸٬۱۹۵٬۵۳۲٬۰۰۰  | ۱۴۰۲      | [ ۴ ]       |
| ۴۱   | ۳۰  | باغ کیانوش                 | ۲۷٬۹۱۴٬۸۷۹٬۰۰۰  | ۱۴۰۳      | [ ۲ ]       |
| ۴۲   | ۲   | متری شیش و نیم             | ۲۷٬۷۲۰٬۲۳۹٬۰۰۰  | ۱۳۹۸      | [ ۹ ]       |
| ۴۳   | ۲۶  | قیف                        | ۲۷٬۲۸۸٬۴۴۵٬۱۰۰  | ۱۴۰۳      | [ ۲ ]       |
| ۴۴   | ۲۹  | مفت‌بر                      | ۲۶٬۰۱۰٬۵۱۸٬۶۰۰  | ۱۴۰۳      | [ ۲ ]       |
| ۴۵   | ۳   | تگزاس ۲                    | ۲۵٬۰۸۸٬۱۱۲٬۰۰۰  | ۱۳۹۸      | [ ۹ ]       |
| ۴۶   | ۱۰  | پسر دلفینی                 | ۲۳٬۶۰۲٬۳۷۷٬۲۵۰  | ۱۴۰۱      | [ ۶ ]       |
| ۴۷   | ۲   | رحمان ۱۴۰۰                 | ۲۲٬۵۶۸٬۳۴۱٬۰۰۰  | ۱۳۹۸      | [ ۹ ]       |
| ۴۸   | ۱۱  | علفزار                     | ۲۲٬۱۱۲٬۸۳۲٬۰۰۰  | ۱۴۰۱      | [ ۶ ]       |
| ۴۹   | ۱۱  | تی تی                      | ۲۱٬۵۴۵٬۲۹۶٬۰۰۰  | ۱۴۰۱      | [ ۶ ]       |
| ۵۰   | ۱۵  | لوپتو                      | ۲۱٬۳۸۷٬۸۸۷٬۰۰۰  | ۱۴۰۱      | [ ۶ ]       |

## پرفروش‌ترین فیلم‌ها با درنظرگرفتن تورم
با محاسبهٔ شاخص قیمت مصرف‌کننده که هر سال از سوی بانک مرکزی جمهوری اسلامی ایران منتشر می‌شود، ده فیلم با بیشترین فروش در سینمای ایران در جدول زیر قرار دارد. فیلم فسیل به کارگردانی کریم امینی که در سال ۱۴۰۲ اکران شد؛ پرفروش‌ترین فیلم سینمای ایران در سال اول اکران با در نظر گرفتن نرخ تورم است.
رتبه دوم در اخیار فیلم هفتاد سی به کارگردانی بهرام افشاری است که در سال ۱۴۰۳ اکران شد و با فروشی بیش از ۳۵۷ میلیارد تومان در این لیست حضور دارد. در رتبهٔ سوم فیلم هتل به کارگردانی سید مسعود اطیابی قرار دارد که در سال ۱۴۰۲ اکران شد و در سال ۱۴۰۳ ارزشی معادل ۳۵۶ میلیارد تومان دارد.
| dagger | فیلم‌های در حال اکران |

| رتبه | نام فیلم            | ارزش (در ۱۴۰۳) | سال اکران |
| ---- | ------------------- | -------------- | --------- |
| ۱    | فسیل                | ۴۲۶ میلیارد    | ۱۴۰۲      |
| ۲    | هفتاد سی            | ۳۶۰ میلیارد    | ۱۴۰۳      |
| ۳    | هتل                 | ۳۵۶ میلیارد    | ۱۴۰۲      |
| ۴    | اخراجی‌ها ۲          | ۳۰۳ میلیارد    | ۱۳۸۸      |
| ۵    | افعی                | ۲۵۷ میلیارد    | ۱۳۷۲      |
| ۶    | آدم‌برفی             | ۲۵۴ میلیارد    | ۱۳۷۶      |
| ۷    | عروس                | ۲۵۲ میلیارد    | ۱۳۷۰      |
| ۸    | تگزاس ۳             | ۲۴۹ میلیارد    | ۱۴۰۳      |
| ۹    | خواستگاری           | ۲۴۷ میلیارد    | ۱۳۶۹      |
| ۱۰   | کلاه‌قرمزی و پسرخاله | ۲۴۵ میلیارد    | ۱۳۷۳      |

## پربیننده‌ترین فیلم‌ها در سال اول اکران
این جدول شامل فهرستی از پربیننده‌ترین فیلم‌های سینمای ایران است که در سال اول اکران‌شان توانسته‌اند بیش از یک میلیون مخاطب داشته باشند. تعداد کل تماشاچیان فیلم‌ها لزوماً برابر با اعداد ذکر شده در این جدول نیست. آمار ذکر شده در این جدول صرفاً تعداد تماشاگران فیلم‌ها در سالی است که هر فیلم برای اولین بار روی پرده رفته است و آمار احتمالی اکران‌های سال‌های دیگر را پوشش نمی‌دهد.
| dagger | فیلم‌های در حال اکران          |
| x      | فیلم‌های توقیف‌شده در حین اکران |

| رتبه | نام فیلم                    | تعداد بیننده | سال  | منبع   |
| ---- | --------------------------- | ------------ | ---- | ------ |
| ۱    | فسیل                        | ۷٬۴۸۷٬۳۵۲    | ۱۴۰۲ | [ ۴ ]  |
| ۲    | هتل                         | ۶٬۲۴۶٬۵۳۱    | ۱۴۰۲ | [ ۴ ]  |
| ۳    | هفتاد سی                    | ۵٬۹۹۶٬۳۹۵    | ۱۴۰۳ | [ ۲ ]  |
| ۴    | اخراجی‌ها ۲                  | ۵٬۳۲۸٬۲۹۷    | ۱۳۸۸ | [ ۱۲ ] |
| ۵    | افعی                        | ۴٬۵۱۷٬۶۴۳    | ۱۳۷۲ | [ ۱۳ ] |
| ۶    | آدم‌برفی                     | ۴٬۴۷۳٬۲۷۷    | ۱۳۷۶ | [ ۱۴ ] |
| ۷    | تگزاس ۳                     | ۴٬۴۴۵٬۰۱۷    | ۱۴۰۳ | [ ۲ ]  |
| ۸    | عروس                        | ۴٬۴۲۳٬۵۳۸    | ۱۳۷۰ | [ ۱۵ ] |
| ۹    | خواستگاری                   | ۴٬۳۴۰٬۱۹۳    | ۱۳۶۹ | [ ۱۶ ] |
| ۱۰   | کلاه‌قرمزی و پسرخاله         | ۴٬۳۰۱٬۸۴۸    | ۱۳۷۳ | [ ۱۷ ] |
| ۱۱   | هزارپا                      | ۴٬۲۱۸٬۷۹۳    | ۱۳۹۷ | [ ۱۰ ] |
| ۱۲   | زودپز                       | ۴٬۰۷۲٬۶۰۷    | ۱۴۰۳ | [ ۲ ]  |
| ۱۳   | مرد عوضی                    | ۳٬۷۹۲٬۰۳۳    | ۱۳۷۷ | [ ۱۸ ] |
| ۱۴   | دزد عروسک‌ها                 | ۳٬۷۲۲٬۴۰۷    | ۱۳۶۹ | [ ۱۹ ] |
| ۱۵   | کانی مانگا                  | ۳٬۵۰۳٬۹۰۸    | ۱۳۶۷ | [ ۲۰ ] |
| ۱۶   | بگذار زندگی کنم             | ۳٬۳۱۸٬۴۶۹    | ۱۳۶۶ | [ ۲۱ ] |
| ۱۷   | مطرب                        | ۳٬۲۹۷٬۱۳۸    | ۱۳۹۸ | [ ۹ ]  |
| ۱۸   | عقاب‌ها                      | ۳٬۲۴۵٬۸۵۹    | ۱۳۶۴ | [ ۲۲ ] |
| ۱۹   | خواهران غریب                | ۳٬۲۱۹٬۴۲۱    | ۱۳۷۵ | [ ۲۳ ] |
| ۲۰   | پرواز از اردوگاه            | ۳٬۱۰۲٬۳۷۴    | ۱۳۷۴ | [ ۲۴ ] |
| ۲۱   | قرمز                        | ۳٬۰۶۱٬۰۱۰    | ۱۳۷۸ | [ ۲۵ ] |
| ۲۲   | اجاره‌نشین‌ها                 | ۳٬۰۵۱٬۳۹۰    | ۱۳۶۶ | [ ۲۱ ] |
| ۲۳   | دو زن                       | ۳٬۰۱۴٬۹۸۷    | ۱۳۷۸ | [ ۲۵ ] |
| ۲۴   | گذرگاه                      | ۲٬۹۸۳٬۴۷۷    | ۱۳۶۶ | [ ۲۱ ] |
| ۲۵   | تمساح خونی                  | ۲٬۸۰۰٬۵۸۰    | ۱۴۰۳ | [ ۲ ]  |
| ۲۶   | دیگه چه خبر!؟               | ۲٬۷۷۹٬۸۶۳    | ۱۳۷۱ | [ ۲۶ ] |
| ۲۷   | افق                         | ۲٬۷۵۷٬۱۷۰    | ۱۳۶۸ | [ ۲۷ ] |
| ۲۸   | شوکران                      | ۲٬۷۰۰٬۲۶۹    | ۱۳۷۹ | [ ۲۸ ] |
| ۲۹   | نهنگ عنبر ۲: سلکشن رؤیا     | ۲٬۶۷۴٬۶۴۸    | ۱۳۹۷ | [ ۱۰ ] |
| ۳۰   | آینه بغل                    | ۲٬۶۵۰٬۶۹۷    | ۱۳۹۶ | [ ۲۹ ] |
| ۳۱   | قافله                       | ۲٬۶۴۱٬۳۳۷    | ۱۳۷۲ | [ ۳۰ ] |
| ۳۲   | نیش                         | ۲٬۶۱۱٬۰۳۰    | ۱۳۷۳ | [ ۱۷ ] |
| ۳۳   | دینامیت                     | ۲٬۵۸۹٬۲۹۸    | ۱۴۰۰ | [ ۸ ]  |
| ۳۴   | می‌خواهم زنده بمانم          | ۲٬۵۲۷٬۸۴۲    | ۱۳۷۴ | [ ۳۱ ] |
| ۳۵   | سفر جادوئی                  | ۲٬۵۰۱٬۳۸۴    | ۱۳۷۰ | [ ۱۵ ] |
| ۳۶   | محمد رسول‌الله               | ۲٬۴۶۳٬۱۲۵    | ۱۳۹۴ | [ ۳۲ ] |
| ۳۷   | دست‌های آلوده                | ۲٬۴۶۱٬۳۸۶    | ۱۳۷۹ | [ ۲۸ ] |
| ۳۸   | انفرادی                     | ۲٬۴۳۴٬۴۶۳    | ۱۴۰۱ | [ ۶ ]  |
| ۳۹   | جیب‌برها به بهشت نمی‌روند     | ۲٬۴۱۱٬۴۹۶    | ۱۳۷۱ | [ ۲۶ ] |
| ۴۰   | تگزاس ۲                     | ۲٬۴۰۶٬۹۴۰    | ۱۳۹۸ | [ ۹ ]  |
| ۴۱   | من سالوادور نیستم           | ۲٬۳۹۶٬۰۰۶    | ۱۳۹۵ | [ ۳۳ ] |
| ۴۲   | تاراج                       | ۲٬۳۴۸٬۳۹۸    | ۱۳۶۴ | [ ۲۲ ] |
| ۴۳   | گشت ارشاد ۲                 | ۲٬۳۳۵٬۹۰۷    | ۱۳۹۶ | [ ۲۹ ] |
| ۴۴   | شهر موشها ۲                 | ۲٬۳۳۴٬۵۲۲    | ۱۳۹۳ | [ ۳۴ ] |
| ۴۵   | متری شیش و نیم              | ۲٬۳۱۷٬۴۴۵    | ۱۳۹۸ | [ ۹ ]  |
| ۴۶   | گمشده                       | ۲٬۲۷۸٬۸۸۹    | ۱۳۶۵ | [ ۳۵ ] |
| ۴۷   | طوطیا                       | ۲٬۲۵۹٬۷۲۸    | ۱۳۷۸ | [ ۲۵ ] |
| ۴۸   | آخرین مهلت                  | ۲٬۲۴۸٬۹۳۲    | ۱۳۶۹ | [ ۱۹ ] |
| ۴۹   | در آرزوی ازدواج             | ۲٬۲۴۸٬۵۹۵    | ۱۳۷۰ | [ ۱۵ ] |
| ۵۰   | گل‌های داوودی                | ۲٬۲۳۱٬۹۸۸    | ۱۳۶۴ | [ ۲۲ ] |
| ۵۱   | بایکوت                      | ۲٬۱۸۸٬۰۹۴    | ۱۳۶۵ | [ ۳۵ ] |
| ۵۲   | پرنده کوچک خوشبختی          | ۲٬۱۶۷٬۳۷۰    | ۱۳۶۷ | [ ۲۰ ] |
| ۵۳   | یاس‌های وحشی                 | ۲٬۱۶۱٬۱۸۸    | ۱۳۷۷ | [ ۱۸ ] |
| ۵۴   | فروشنده                     | ۲٬۱۶۰٬۰۵۰    | ۱۳۹۵ | [ ۳۳ ] |
| ۵۵   | سلام بمبئی                  | ۲٬۱۵۲٬۲۰۲    | ۱۳۹۵ | [ ۳۳ ] |
| ۵۶   | گل‌ها و گلوله‌ها              | ۲٬۱۵۰٬۶۲۲    | ۱۳۷۱ | [ ۲۶ ] |
| ۵۷   | ۵۰ کیلو آلبالو              | ۲٬۱۴۳٬۶۲۵    | ۱۳۹۵ | [ ۳۳ ] |
| ۵۸   | همسر                        | ۲٬۰۹۸٬۰۸۶    | ۱۳۷۳ | [ ۱۷ ] |
| ۵۹   | مست عشق                     | ۲٬۰۸۵٬۳۸۵    | ۱۴۰۳ | [ ۲ ]  |
| ۶۰   | ساوالان                     | ۲٬۰۷۷٬۷۰۹    | ۱۳۶۹ | [ ۱۹ ] |
| ۶۱   | تشکیلات                     | ۲٬۰۲۹٬۴۳۰    | ۱۳۶۶ | [ ۲۱ ] |
| ۶۲   | دبیرستان                    | ۲٬۰۰۹٬۵۹۳    | ۱۳۶۶ | [ ۲۱ ] |
| ۶۳   | صبحانه با زرافه‌ها           | ۱٬۹۶۸٬۲۶۹    | ۱۴۰۳ | [ ۲ ]  |
| ۶۴   | از کرخه تا راین             | ۱٬۹۶۳٬۴۳۵    | ۱۳۷۲ | [ ۳۰ ] |
| ۶۵   | اتوبوس                      | ۱٬۹۶۳٬۱۵۸    | ۱۳۶۵ | [ ۳۵ ] |
| ۶۶   | آتش پنهان                   | ۱٬۹۴۵٬۵۲۰    | ۱۳۷۰ | [ ۱۵ ] |
| ۶۷   | آخرین پرواز                 | ۱٬۹۳۶٬۶۲۷    | ۱۳۶۹ | [ ۱۶ ] |
| ۶۸   | آواز تهران                  | ۱٬۹۳۵٬۷۸۳    | ۱۳۷۱ | [ ۲۶ ] |
| ۶۹   | کما                         | ۱٬۹۳۰٬۵۹۱    | ۱۳۸۳ | [ ۳۶ ] |
| ۷۰   | تعقیب سایه‌ها                | ۱٬۹۲۹٬۸۲۵    | ۱۳۷۰ | [ ۱۵ ] |
| ۷۱   | بچه زرنگ                    | ۱٬۹۲۲٬۳۶۳    | ۱۴۰۲ | [ ۴ ]  |
| ۷۲   | هراس                        | ۱٬۹۲۰٬۲۸۳    | ۱۳۶۷ | [ ۲۰ ] |
| ۷۳   | گشت ۳                       | ۱٬۹۱۸٬۶۲۰    | ۱۴۰۰ | [ ۸ ]  |
| ۷۴   | آتش‌بس                       | ۱٬۸۹۹٬۲۳۱    | ۱۳۸۵ | [ ۳۷ ] |
| ۷۵   | هنرپیشه                     | ۱٬۸۹۱٬۳۶۲    | ۱۳۷۲ | [ ۳۰ ] |
| ۷۶   | عقرب                        | ۱٬۸۸۴٬۲۵۵    | ۱۳۷۶ | [ ۱۴ ] |
| ۷۷   | اخراجی‌ها                    | ۱٬۸۷۶٬۸۷۱    | ۱۳۸۶ | [ ۳۸ ] |
| ۷۸   | دایناسور                    | ۱٬۸۶۳٬۶۷۴    | ۱۴۰۴ | [ ۵ ]  |
| ۷۹   | شور عشق                     | ۱٬۸۶۱٬۹۵۴    | ۱۳۷۹ | [ ۳۹ ] |
| ۸۰   | هی جو                       | ۱٬۸۶۰٬۳۹۷    | ۱۳۶۸ | [ ۲۷ ] |
| ۸۱   | دختری با کفش‌های کتانی       | ۱٬۸۴۸٬۸۹۶    | ۱۳۷۸ | [ ۲۵ ] |
| ۸۲   | در مسیر تندباد              | ۱٬۸۴۸٬۱۹۲    | ۱۳۶۸ | [ ۲۷ ] |
| ۸۳   | دمرل                        | ۱٬۸۴۳٬۶۷۲    | ۱۳۷۳ | [ ۱۷ ] |
| ۸۴   | حماسه دره شیلر              | ۱٬۸۴۳٬۴۳۴    | ۱۳۶۶ | [ ۲۱ ] |
| ۸۵   | مریم مقدس                   | ۱٬۸۳۵٬۵۰۱    | ۱۳۸۰ | [ ۴۰ ] |
| ۸۶   | توفیق اجباری                | ۱٬۸۳۰٬۴۳۳    | ۱۳۸۶ | [ ۳۸ ] |
| ۸۷   | شهر هرت                     | ۱٬۸۲۳٬۱۳۵    | ۱۴۰۲ | [ ۴ ]  |
| ۸۸   | آپارتمان شماره ۱۳           | ۱٬۸۲۱٬۸۱۸    | ۱۳۷۰ | [ ۱۵ ] |
| ۸۹   | خط پایان                    | ۱٬۸۱۸٬۸۵۰    | ۱۳۶۵ | [ ۳۵ ] |
| ۹۰   | ورود آقایان ممنوع           | ۱٬۸۰۸٬۴۴۹    | ۱۳۹۰ | [ ۴۱ ] |
| ۹۱   | مرگ پلنگ                    | ۱٬۷۹۷٬۲۱۳    | ۱۳۶۹ | [ ۱۹ ] |
| ۹۲   | رحمان ۱۴۰۰                  | ۱٬۷۹۷٬۱۸۴    | ۱۳۹۸ | [ ۹ ]  |
| ۹۳   | تیرباران                    | ۱٬۷۹۰٬۵۱۱    | ۱۳۶۶ | [ ۲۱ ] |
| ۹۴   | سیاوش                       | ۱٬۷۸۸٬۶۷۱    | ۱۳۷۸ | [ ۲۵ ] |
| ۹۵   | گلنار                       | ۱٬۷۷۸٬۱۶۴    | ۱۳۶۸ | [ ۲۷ ] |
| ۹۶   | کشتی آنجلیکا                | ۱٬۷۷۱٬۶۸۶    | ۱۳۶۸ | [ ۲۷ ] |
| ۹۷   | تیغ آفتاب                   | ۱٬۷۶۹٬۶۹۳    | ۱۳۷۰ | [ ۱۵ ] |
| ۹۸   | تگزاس                       | ۱٬۷۲۲٬۰۴۳    | ۱۳۹۷ | [ ۱۰ ] |
| ۹۹   | شبی که ماه کامل شد          | ۱٬۷۱۶٬۹۱۵    | ۱۳۹۸ | [ ۹ ]  |
| ۱۰۰  | دو نفر و نصفی               | ۱٬۷۱۴٬۵۰۰    | ۱۳۷۱ | [ ۲۶ ] |
| ۱۰۱  | بارکد                       | ۱٬۷۱۱٬۰۹۹    | ۱۳۹۵ | [ ۳۳ ] |
| ۱۰۲  | سمندر                       | ۱٬۷۰۹٬۶۹۵    | ۱۳۶۵ | [ ۳۵ ] |
| ۱۰۳  | زنگ‌ها                       | ۱٬۷۰۹٬۱۹۸    | ۱۳۶۵ | [ ۳۵ ] |
| ۱۰۴  | برخورد                      | ۱٬۷۰۳٬۰۸۸    | ۱۳۷۱ | [ ۲۶ ] |
| ۱۰۵  | هاوایی                      | ۱٬۶۹۶٬۴۱۱    | ۱۴۰۲ | [ ۴ ]  |
| ۱۰۶  | زیر پوست شهر                | ۱٬۶۸۷٬۶۱۷    | ۱۳۷۹ | [ ۳۹ ] |
| ۱۰۷  | پول و پارتی                 | ۱٬۶۸۵٬۳۴۵    | ۱۴۰۳ | [ ۲ ]  |
| ۱۰۸  | دو روی سکه                  | ۱٬۶۸۱٬۹۴۳    | ۱۳۷۲ | [ ۳۰ ] |
| ۱۰۹  | مادر                        | ۱٬۶۷۶٬۰۶۱    | ۱۳۶۹ | [ ۱۶ ] |
| ۱۱۰  | ابد و یک روز                | ۱٬۶۷۵٬۴۶۸    | ۱۳۹۵ | [ ۱۹ ] |
| ۱۱۱  | پرواز پنجم ژوئن             | ۱٬۶۷۴٬۷۷۷    | ۱۳۶۹ | [ ۱۶ ] |
| ۱۱۲  | مأموریت                     | ۱٬۶۶۷٬۶۵۵    | ۱۳۶۶ | [ ۲۱ ] |
| ۱۱۳  | مارمولک                     | ۱٬۶۴۷٬۷۴۶    | ۱۳۸۳ | [ ۳۶ ] |
| ۱۱۴  | لاتاری                      | ۱٬۶۴۷٬۵۲۰    | ۱۳۹۷ | [ ۱۰ ] |
| ۱۱۵  | تکیه بر باد                 | ۱٬۶۳۸٬۷۷۹    | ۱۳۷۹ | [ ۲۸ ] |
| ۱۱۶  | بدل                         | ۱٬۶۳۳٬۹۹۲    | ۱۳۷۳ | [ ۱۷ ] |
| ۱۱۷  | گربه آوازه‌خوان              | ۱٬۶۳۰٬۵۵۲    | ۱۳۷۰ | [ ۱۵ ] |
| ۱۱۸  | بخارست                      | ۱٬۶۲۶٬۰۱۵    | ۱۴۰۱ | [ ۶ ]  |
| ۱۱۹  | غریبانه                     | ۱٬۶۲۰٬۰۴۹    | ۱۳۷۸ | [ ۲۵ ] |
| ۱۲۰  | عینک دودی                   | ۱٬۶۱۹٬۵۰۰    | ۱۳۷۹ | [ ۲۸ ] |
| ۱۲۱  | گروگان                      | ۱٬۶۱۶٬۰۸۱    | ۱۳۷۵ | [ ۲۳ ] |
| ۱۲۲  | صددام                       | ۱٬۶۰۹٬۸۷۵    | ۱۴۰۴ | [ ۵ ]  |
| ۱۲۳  | پاتال و آرزوهای کوچک        | ۱٬۶۰۵٬۹۰۷    | ۱۳۶۹ | [ ۱۹ ] |
| ۱۲۴  | دختران انتظار               | ۱٬۵۹۹٬۶۴۱    | ۱۳۷۹ | [ ۳۹ ] |
| ۱۲۵  | خوابگاه دختران              | ۱٬۵۸۹٬۳۲۵    | ۱۳۸۳ | [ ۳۶ ] |
| ۱۲۶  | به وقت شام                  | ۱٬۵۸۷٬۰۲۰    | ۱۳۹۷ | [ ۱۰ ] |
| ۱۲۷  | بلمی به سوی ساحل            | ۱٬۵۷۸٬۷۵۷    | ۱۳۶۵ | [ ۳۵ ] |
| ۱۲۸  | خجالت نکش ۲                 | ۱٬۵۷۸٬۰۶۷    | ۱۴۰۳ | [ ۲ ]  |
| ۱۲۹  | خط آتش                      | ۱٬۵۷۱٬۶۶۵    | ۱۳۷۴ | [ ۲۴ ] |
| ۱۳۰  | ببعی قهرمان                 | ۱٬۵۷۱٬۳۰۰    | ۱۴۰۳ | [ ۲ ]  |
| ۱۳۱  | شهر موشها                   | ۱٬۵۶۸٬۱۹۰    | ۱۳۶۴ | [ ۲۲ ] |
| ۱۳۲  | کلاه‌قرمزی و سروناز          | ۱٬۵۶۱٬۴۵۵    | ۱۳۸۱ | [ ۴۲ ] |
| ۱۳۳  | بچه‌های طلاق                 | ۱٬۵۶۰٬۶۶۱    | ۱۳۶۹ | [ ۱۹ ] |
| ۱۳۴  | پادزهر                      | ۱٬۵۵۶٬۶۵۸    | ۱۳۷۳ | [ ۱۷ ] |
| ۱۳۵  | پیرپسر                      | ۱٬۵۵۴٬۸۸۱    | ۱۴۰۴ | [ ۵ ]  |
| ۱۳۶  | هامون                       | ۱٬۵۴۷٬۸۲۵    | ۱۳۶۹ | [ ۱۶ ] |
| ۱۳۷  | پایگاه جهنمی                | ۱٬۵۴۵٬۹۲۰    | ۱۳۶۴ | [ ۲۲ ] |
| ۱۳۸  | مصادره                      | ۱٬۵۳۷٬۹۶۶    | ۱۳۹۷ | [ ۱۰ ] |
| ۱۳۹  | گریز                        | ۱٬۵۱۷٬۷۸۸    | ۱۳۷۲ | [ ۳۰ ] |
| ۱۴۰  | کفش‌های میرزا نوروز          | ۱٬۴۷۸٬۴۳۲    | ۱۳۶۵ | [ ۳۵ ] |
| ۱۴۱  | کلاه‌قرمزی و بچه‌ننه          | ۱٬۴۶۸٬۸۹۹    | ۱۳۹۱ | [ ۴۳ ] |
| ۱۴۲  | من، ترانه ۱۵ سال دارم       | ۱٬۴۴۸٬۱۶۳    | ۱۳۸۱ | [ ۴۲ ] |
| ۱۴۳  | تحفه‌ها                      | ۱٬۴۴۸٬۰۵۲    | ۱۳۶۷ | [ ۲۰ ] |
| ۱۴۴  | تجارت                       | ۱٬۴۴۶٬۲۴۴    | ۱۳۷۵ | [ ۲۳ ] |
| ۱۴۵  | جوانمرد                     | ۱٬۴۳۹٬۱۷۳    | ۱۳۷۶ | [ ۱۴ ] |
| ۱۴۶  | من زمین را دوست دارم        | ۱٬۴۳۸٬۵۷۹    | ۱۳۷۳ | [ ۱۷ ] |
| ۱۴۷  | دوئل                        | ۱٬۴۳۱٬۸۸۲    | ۱۳۸۳ | [ ۳۶ ] |
| ۱۴۸  | دو فیلم با یک بلیط          | ۱٬۴۱۰٬۲۴۳    | ۱۳۷۰ | [ ۱۵ ] |
| ۱۴۹  | روز فرشته                   | ۱٬۴۰۷٬۱۰۰    | ۱۳۷۳ | [ ۱۷ ] |
| ۱۵۰  | عروس حلبچه                  | ۱٬۴۰۶٬۲۱۷    | ۱۳۷۰ | [ ۱۵ ] |
| ۱۵۱  | پدربزرگ                     | ۱٬۴۰۲٬۵۹۷    | ۱۳۶۵ | [ ۳۵ ] |
| ۱۵۲  | بهشت پنهان                  | ۱٬۳۹۴٬۵۶۱    | ۱۳۷۴ | [ ۳۱ ] |
| ۱۵۳  | آخرین خون                   | ۱٬۳۸۸٬۱۳۳    | ۱۳۷۳ | [ ۱۷ ] |
| ۱۵۴  | چارچنگولی                   | ۱٬۳۷۹٬۳۶۸    | ۱۳۸۷ | [ ۴۴ ] |
| ۱۵۵  | ترن                         | ۱٬۳۷۸٬۵۸۰    | ۱۳۶۷ | [ ۲۰ ] |
| ۱۵۶  | مروارید سیاه                | ۱٬۳۷۶٬۶۰۳    | ۱۳۷۴ | [ ۲۴ ] |
| ۱۵۷  | ویلای ساحلی                 | ۱٬۳۶۱٬۱۶۵    | ۱۴۰۲ | [ ۴ ]  |
| ۱۵۸  | شارلاتان                    | ۱٬۳۵۵٬۷۰۴    | ۱۳۸۴ | [ ۴۵ ] |
| ۱۵۹  | دو نیمه سیب                 | ۱٬۳۵۰٬۲۵۰    | ۱۳۷۱ | [ ۲۶ ] |
| ۱۶۰  | ملک سلیمان                  | ۱٬۳۴۹٬۰۶۹    | ۱۳۸۹ | [ ۴۶ ] |
| ۱۶۱  | منطقه ممنوعه                | ۱٬۳۴۲٬۵۳۰    | ۱۳۷۴ | [ ۲۴ ] |
| ۱۶۲  | زیر بام‌های شهر              | ۱٬۳۳۸٬۶۳۴    | ۱۳۶۹ | [ ۱۹ ] |
| ۱۶۳  | نابخشوده                    | ۱٬۳۲۹٬۰۵۹    | ۱۳۷۶ | [ ۱۴ ] |
| ۱۶۴  | مومیایی ۳                   | ۱٬۳۲۶٬۱۹۵    | ۱۳۷۹ | [ ۳۹ ] |
| ۱۶۵  | توکیو بدون توقف             | ۱٬۳۲۵٬۹۹۳    | ۱۳۸۲ | [ ۴۷ ] |
| ۱۶۶  | سگ‌بند                       | ۱٬۳۱۶٬۵۷۷    | ۱۴۰۱ | [ ۶ ]  |
| ۱۶۷  | جوانی                       | ۱٬۳۱۴٬۱۹۲    | ۱۳۷۸ | [ ۲۵ ] |
| ۱۶۸  | اکسیدان                     | ۱٬۳۱۰٬۵۴۰    | ۱۳۹۶ | [ ۲۹ ] |
| ۱۶۹  | مغزهای کوچک زنگ‌زده          | ۱٬۳۰۷٬۶۵۱    | ۱۳۹۷ | [ ۱۰ ] |
| ۱۷۰  | زرد قناری                   | ۱٬۲۹۱٬۶۷۷    | ۱۳۶۸ | [ ۲۷ ] |
| ۱۷۱  | پاییزان                     | ۱٬۲۹۰٬۲۲۹    | ۱۳۶۷ | [ ۲۰ ] |
| ۱۷۲  | شب‌شکن                       | ۱٬۲۸۵٬۶۸۷    | ۱۳۶۴ | [ ۲۲ ] |
| ۱۷۳  | بی‌پناه                      | ۱٬۲۷۸٬۵۷۳    | ۱۳۶۶ | [ ۲۱ ] |
| ۱۷۴  | آژانس شیشه‌ای                | ۱٬۲۷۷٬۸۹۵    | ۱۳۷۷ | [ ۱۸ ] |
| ۱۷۵  | دلار                        | ۱٬۲۷۷٬۶۶۵    | ۱۳۶۸ | [ ۲۷ ] |
| ۱۷۶  | آکواریوم                    | ۱٬۲۷۴٬۵۴۶    | ۱۳۸۴ | [ ۴۵ ] |
| ۱۷۷  | یوزپلنگ                     | ۱٬۲۶۶٬۶۶۶    | ۱۳۶۵ | [ ۳۵ ] |
| ۱۷۸  | مریم و میتل                 | ۱٬۲۶۶٬۵۸۰    | ۱۳۷۲ | [ ۳۰ ] |
| ۱۷۹  | پلاک                        | ۱٬۲۶۵٬۳۴۵    | ۱۳۶۵ | [ ۳۵ ] |
| ۱۸۰  | هفت گذرگاه                  | ۱٬۲۶۱٬۰۹۳    | ۱۳۷۵ | [ ۲۳ ] |
| ۱۸۱  | شکار                        | ۱٬۲۵۵٬۷۷۸    | ۱۳۶۷ | [ ۲۰ ] |
| ۱۸۲  | لنگرگاه                     | ۱٬۲۴۶٬۹۳۰    | ۱۳۶۸ | [ ۲۷ ] |
| ۱۸۳  | شاهین طلائی                 | ۱٬۲۴۳٬۹۶۱    | ۱۳۷۴ | [ ۳۱ ] |
| ۱۸۴  | امید                        | ۱٬۲۴۰٬۹۵۴    | ۱۳۷۲ | [ ۳۰ ] |
| ۱۸۵  | نهنگ عنبر                   | ۱٬۲۳۷٬۹۲۲    | ۱۳۹۴ | [ ۳۲ ] |
| ۱۸۶  | سایه‌های غم                  | ۱٬۲۳۵٬۱۱۳    | ۱۳۶۸ | [ ۲۷ ] |
| ۱۸۷  | عاشقانه                     | ۱٬۲۳۲٬۶۵۹    | ۱۳۷۵ | [ ۲۳ ] |
| ۱۸۸  | مهمان مامان                 | ۱٬۲۲۰٬۷۲۴    | ۱۳۸۳ | [ ۳۶ ] |
| ۱۸۹  | پوتین                       | ۱٬۲۲۰٬۵۳۶    | ۱۳۷۱ | [ ۲۶ ] |
| ۱۹۰  | پنجاه روز التهاب            | ۱٬۲۱۸٬۸۸۶    | ۱۳۷۳ | [ ۱۷ ] |
| ۱۹۱  | روسری آبی                   | ۱٬۲۱۸٬۸۷۳    | ۱۳۷۴ | [ ۲۴ ] |
| ۱۹۲  | خوب، بد، جلف                | ۱٬۲۱۵٬۹۸۷    | ۱۳۹۶ | [ ۲۹ ] |
| ۱۹۳  | دایره زنگی                  | ۱٬۲۰۶٬۳۰۱    | ۱۳۸۷ | [ ۴۴ ] |
| ۱۹۴  | سرخپوست                     | ۱٬۲۰۴٬۶۷۶    | ۱۳۹۸ | [ ۹ ]  |
| ۱۹۵  | دختری به نام تندر           | ۱٬۲۰۴٬۱۷۰    | ۱۳۸۰ | [ ۴۰ ] |
| ۱۹۶  | ساعت ۵ عصر                  | ۱٬۲۰۳٬۲۶۵    | ۱۳۹۶ | [ ۲۹ ] |
| ۱۹۷  | شب‌های تهران                 | ۱٬۲۰۰٬۴۱۱    | ۱۳۸۰ | [ ۴۰ ] |
| ۱۹۸  | دخترم سحر                   | ۱٬۱۹۳٬۲۶۶    | ۱۳۶۹ | [ ۱۹ ] |
| ۱۹۹  | نان، عشق، موتور ۱۰۰۰        | ۱٬۱۸۸٬۷۰۳    | ۱۳۸۱ | [ ۴۲ ] |
| ۲۰۰  | سال گربه                    | ۱٬۱۸۲٬۷۹۰    | ۱۴۰۳ | [ ۲ ]  |
| ۲۰۱  | سارا                        | ۱٬۱۸۱٬۸۲۸    | ۱۳۷۲ | [ ۳۰ ] |
| ۲۰۲  | سرب                         | ۱٬۱۸۱٬۶۸۸    | ۱۳۶۸ | [ ۲۷ ] |
| ۲۰۳  | شیرسنگی                     | ۱٬۱۸۱٬۰۱۶    | ۱۳۶۶ | [ ۲۱ ] |
| ۲۰۴  | زندان زنان                  | ۱٬۱۷۴٬۳۵۰    | ۱۳۸۱ | [ ۴۲ ] |
| ۲۰۵  | فرار                        | ۱٬۱۷۱٬۱۴۵    | ۱۳۶۴ | [ ۲۲ ] |
| ۲۰۶  | مجازات                      | ۱٬۱۷۰٬۹۳۳    | ۱۳۷۴ | [ ۲۴ ] |
| ۲۰۷  | دیوانه‌وار                   | ۱٬۱۶۶٬۶۰۱    | ۱۳۷۴ | [ ۲۴ ] |
| ۲۰۸  | شیفته                       | ۱٬۱۵۸٬۶۸۳    | ۱۳۷۹ | [ ۲۸ ] |
| ۲۰۹  | فیلشاه                      | ۱٬۱۵۵٬۷۹۲    | ۱۳۹۷ | [ ۱۰ ] |
| ۲۱۰  | زن‌ها فرشته‌اند               | ۱٬۱۴۸٬۳۸۵    | ۱۳۸۷ | [ ۴۴ ] |
| ۲۱۱  | جدایی نادر از سیمین         | ۱٬۱۴۵٬۱۵۵    | ۱۳۹۰ | [ ۴۱ ] |
| ۲۱۲  | عروس خوش‌قدم                 | ۱٬۱۴۱٬۳۸۸    | ۱۳۸۲ | [ ۴۷ ] |
| ۲۱۳  | دستمزد                      | ۱٬۱۳۴٬۲۸۷    | ۱۳۶۹ | [ ۱۹ ] |
| ۲۱۴  | عروسی خوبان                 | ۱٬۱۳۱٬۳۷۰    | ۱۳۶۸ | [ ۲۷ ] |
| ۲۱۵  | تیغ و ابریشم                | ۱٬۱۲۹٬۲۳۱    | ۱۳۶۶ | [ ۲۱ ] |
| ۲۱۶  | یاران                       | ۱٬۱۲۸٬۶۷۲    | ۱۳۷۳ | [ ۱۷ ] |
| ۲۱۷  | چشم‌وگوش‌بسته                 | ۱٬۱۲۸٬۴۳۷    | ۱۳۹۸ | [ ۹ ]  |
| ۲۱۸  | پرواز در شب                 | ۱٬۱۲۷٬۶۱۵    | ۱۳۶۶ | [ ۲۱ ] |
| ۲۱۹  | بله برون                    | ۱٬۱۲۴٬۳۲۰    | ۱۳۸۳ | [ ۳۶ ] |
| ۲۲۰  | قانون مورفی                 | ۱٬۱۱۵٬۵۸۱    | ۱۳۹۷ | [ ۱۰ ] |
| ۲۲۱  | مردی که موش شد              | ۱٬۱۰۹٬۸۷۸    | ۱۳۶۵ | [ ۳۵ ] |
| ۲۲۲  | مشت                         | ۱٬۱۰۷٬۵۰۲    | ۱۳۶۴ | [ ۲۲ ] |
| ۲۲۳  | افسون                       | ۱٬۱۰۷٬۱۳۸    | ۱۳۶۸ | [ ۲۷ ] |
| ۲۲۴  | دعوت                        | ۱٬۱۰۰٬۹۲۲    | ۱۳۸۷ | [ ۴۴ ] |
| ۲۲۵  | دنیا                        | ۱٬۰۹۷٬۵۰۳    | ۱۳۸۲ | [ ۴۷ ] |
| ۲۲۶  | شاید وقتی دیگر              | ۱٬۰۹۴٬۵۵۹    | ۱۳۶۷ | [ ۲۰ ] |
| ۲۲۷  | بایسیکل‌ران                  | ۱٬۰۹۳٬۳۱۶    | ۱۳۶۸ | [ ۲۷ ] |
| ۲۲۸  | پارتی                       | ۱٬۰۸۳٬۹۶۹    | ۱۳۸۰ | [ ۴۰ ] |
| ۲۲۹  | کلاهی برای باران            | ۱٬۰۸۳٬۹۴۱    | ۱۳۸۶ | [ ۳۸ ] |
| ۲۳۰  | کمکم کن                     | ۱٬۰۷۸٬۵۹۹    | ۱۳۷۷ | [ ۱۸ ] |
| ۲۳۱  | شیدا                        | ۱٬۰۷۶٬۸۸۲    | ۱۳۷۷ | [ ۱۸ ] |
| ۲۳۲  | سارای                       | ۱٬۰۷۶٬۱۳۹    | ۱۳۷۷ | [ ۱۸ ] |
| ۲۳۳  | پاتک                        | ۱٬۰۶۹٬۱۶۴    | ۱۳۷۵ | [ ۲۳ ] |
| ۲۳۴  | ضربه آخر                    | ۱٬۰۶۵٬۸۸۳    | ۱۳۷۳ | [ ۱۷ ] |
| ۲۳۵  | سرزمین آرزوها               | ۱٬۰۶۵٬۲۹۶    | ۱۳۶۷ | [ ۲۰ ] |
| ۲۳۶  | پناهنده                     | ۱٬۰۶۳٬۹۲۶    | ۱۳۷۳ | [ ۱۷ ] |
| ۲۳۷  | شام آخر                     | ۱٬۰۵۸٬۲۰۷    | ۱۳۸۱ | [ ۴۲ ] |
| ۲۳۸  | لیلا                        | ۱٬۰۵۸٬۱۶۳    | ۱۳۷۶ | [ ۱۴ ] |
| ۲۳۹  | ویرانگر                     | ۱٬۰۵۵٬۵۳۰    | ۱۳۷۵ | [ ۲۳ ] |
| ۲۴۰  | مردی که زیاد می‌دانست        | ۱٬۰۵۱٬۹۱۶    | ۱۳۶۴ | [ ۲۲ ] |
| ۲۴۱  | میم مثل مادر                | ۱٬۰۵۰٬۱۶۸    | ۱۳۸۵ | [ ۳۷ ] |
| ۲۴۲  | مرد عینکی                   | ۱٬۰۳۷٬۹۱۹    | ۱۴۰۴ | [ ۵ ]  |
| ۲۴۳  | جاده‌های سرد                 | ۱٬۰۳۷٬۰۸۰    | ۱۳۶۵ | [ ۳۵ ] |
| ۲۴۴  | خروس جنگی                   | ۱٬۰۳۵٬۱۶۴    | ۱۳۸۸ | [ ۴۸ ] |
| ۲۴۵  | فاتح                        | ۱٬۰۳۵٬۱۳۶    | ۱۳۷۵ | [ ۲۳ ] |
| ۲۴۶  | طائل                        | ۱٬۰۳۳٬۷۹۵    | ۱۳۶۴ | [ ۲۲ ] |
| ۲۴۷  | مصائب شیرین                 | ۱٬۰۳۲٬۴۴۴    | ۱۳۷۸ | [ ۲۵ ] |
| ۲۴۸  | همیشه پای یک زن در میان است | ۱٬۰۲۹٬۶۴۹    | ۱۳۸۷ | [ ۴۴ ] |
| ۲۴۹  | بالاتر از خطر               | ۱٬۰۲۹٬۱۲۳    | ۱۳۷۶ | [ ۱۴ ] |
| ۲۵۰  | مأموریت آقای شادی           | ۱٬۰۲۶٬۳۴۹    | ۱۳۷۲ | [ ۳۰ ] |
| ۲۵۱  | در جستجوی قهرمان            | ۱٬۰۲۵٬۴۰۳    | ۱۳۶۹ | [ ۱۶ ] |
| ۲۵۲  | هراس                        | ۱٬۰۲۰٬۷۶۷    | ۱۳۶۸ | [ ۲۷ ] |
| ۲۵۳  | جدال در تاسوکی              | ۱٬۰۲۰٬۰۸۲    | ۱۳۶۶ | [ ۲۱ ] |
| ۲۵۴  | مجنون                       | ۱٬۰۱۷٬۸۹۰    | ۱۳۷۰ | [ ۱۵ ] |
| ۲۵۵  | گردباد                      | ۱٬۰۱۷٬۷۰۶    | ۱۳۶۵ | [ ۳۵ ] |
| ۲۵۶  | مترسک                       | ۱٬۰۱۷٬۱۲۳    | ۱۳۶۴ | [ ۲۲ ] |
| ۲۵۷  | شاخه گلی برای عروس          | ۱٬۰۱۶٬۵۳۲    | ۱۳۸۴ | [ ۴۹ ] |
| ۲۵۸  | خارج از محدوده              | ۱٬۰۱۶٬۲۹۵    | ۱۳۶۷ | [ ۲۰ ] |
| ۲۵۹  | بادیگارد                    | ۱٬۰۱۴٬۸۳۴    | ۱۳۹۵ | [ ۳۳ ] |
| ۲۶۰  | مهاجر                       | ۱٬۰۱۳٬۱۱۲    | ۱۳۶۹ | [ ۱۹ ] |
| ۲۶۱  | کلاغ پر                     | ۱٬۰۰۸٬۹۹۲    | ۱۳۸۶ | [ ۳۸ ] |
| ۲۶۲  | شانس زندگی                  | ۱٬۰۰۸٬۲۲۱    | ۱۳۷۱ | [ ۲۶ ] |
| ۲۶۳  | مرد عینکی                   | ۱٬۰۰۶٬۷۰۵    | ۱۴۰۴ | [ ۴۲ ] |
| ۲۶۴  | مزاحم                       | ۱٬۰۰۴٬۷۹۵    | ۱۳۸۱ | [ ۴۲ ] |
| ۲۶۵  | گل مریم                     | ۱٬۰۰۴٬۶۵۷    | ۱۳۶۸ | [ ۲۷ ] |
| ۲۶۶  | عشق و مرگ                   | ۱٬۰۰۳٬۸۱۶    | ۱۳۷۰ | [ ۱۵ ] |
| ۲۶۷  | دختر شیرینی‌فروش             | ۱٬۰۰۲٬۰۳۷    | ۱۳۸۱ | [ ۴۲ ] |
| ۲۶۸  | ترانزیت                     | ۱٬۰۰۱٬۳۷۹    | ۱۳۷۳ | [ ۱۷ ] |

## پربیننده‌ترین فیلم‌های تاریخ سینمای ایران
این جدول شامل آمار تجمیعی تعداد تماشاگران فیلم‌های پربینندهٔ تاریخ سینمای ایران در طی سال‌های اکران آن‌ها در سالن‌های سینماست. از سال ۱۳۸۶ مطابق آیین‌نامه شورای صنفی نمایش خانه سینما، سقف اکران ۷ هفته‌ای برای فیلم‌ها تعیین شد. اما در سال‌های قبل از آن فیلم‌های پرمخاطب سینمای ایران سال‌ها روی پرده بودند. آمار این جدول بر اساس تجمیع تعداد بلیت‌های فروخته‌شدهٔ هر فیلم در مجموع سال‌های اکران خود است. همچنین در این جدول فیلم‌های اخراجی‌ها ۲، فسیل، هتل و هفتاد سی نیز به علت تعداد مخاطبان بالا و رقابت با باقی فیلم‌ها علی‌رغم اکران یک ساله خود در جدول قرار گرفته‌اند.
| dagger | فیلم‌های در حال اکران |

| رتبه | نام فیلم            | تعداد بیننده | سال‌های اکران | منبع   |
| ---- | ------------------- | ------------ | ------------ | ------ |
| ۱    | عقاب‌ها              | ۱۰٬۱۸۰٬۵۷۶   | ۱۳۸۵–۱۳۶۴    | [ ۵۲ ] |
| ۲    | کانی مانگا          | ۷٬۵۸۱٬۶۹۵    | ۱۳۸۵–۱۳۶۷    | [ ۵۳ ] |
| ۳    | فسیل                | ۷٬۴۸۷٬۳۵۶    | ۱۴۰۲         | [ ۴ ]  |
| ۴    | افعی                | ۶٬۴۰۵٬۹۰۷    | ۱۳۸۵–۱۳۷۲    | [ ۵۴ ] |
| ۵    | هتل                 | ۶٬۲۴۶٬۵۴۳    | ۱۴۰۲         | [ ۴ ]  |
| ۶    | کلاه‌قرمزی و پسرخاله | ۶٬۱۷۷٬۲۴۴    | ۱۳۷۸–۱۳۷۳    | [ ۵۵ ] |
| ۷    | هفتاد سی            | ۵٬۹۹۶٬۳۹۵    | ۱۴۰۳         | [ ۲ ]  |
| ۸    | گذرگاه              | ۵٬۷۰۱٬۹۸۵    | ۱۳۸۵–۱۳۶۶    | [ ۵۶ ] |
| ۹    | بگذار زندگی کنم     | ۵٬۵۵۱٬۵۶۲    | ۱۳۷۴–۱۳۶۶    | [ ۵۷ ] |
| ۱۰   | اخراجی‌ها ۲          | ۵٬۳۴۸٬۷۰۹    | ۱۳۸۸         | [ ۵۸ ] |
| ۱۱   | عروس                | ۵٬۲۲۵٬۳۸۳    | ۱۳۷۹–۱۳۷۰    | [ ۵۹ ] |
| ۱۲   | تاراج               | ۵٬۲۱۳٬۹۶۳    | ۱۳۸۴–۱۳۶۴    | [ ۶۰ ] |
| ۱۳   | پلاک                | ۵٬۱۵۱٬۱۴۶    | ۱۳۸۲–۱۳۶۵    | [ ۶۱ ] |
| ۱۴   | آدم‌برفی             | ۵٬۱۰۹٬۴۵۷    | ۱۳۷۸–۱۳۷۶    | [ ۶۲ ] |
| ۱۵   | خواستگاری           | ۵٬۰۸۲٬۸۸۴    | ۱۳۷۷–۱۳۶۹    | [ ۶۳ ] |
| ۱۶   | اجاره‌نشین‌ها         | ۵٬۰۷۲٬۷۲۲    | ۱۳۷۴–۱۳۶۶    | [ ۶۴ ] |

## پرفروش‌ترین فیلم‌ها بر پایه سال
جدول زیر، فقط فروش هر فیلم را در اکران نخست نمایش خواهد داد و شامل اطلاعات بازپخش فیلم‌ها در سال‌های بعدتر نیست بنابراین میزان فروشِ درج‌شده برای هر فیلم، الزاماً با میزان فروش نهایی آن، برابر نیست.
متوسط قیمت هر بلیت در سال ۱۳۶۴، حدود ۷٫۳ تومان بوده است که این رقم در سال ۱۳۶۹ به ۱۴٫۹ تومان، در سال ۱۳۷۴ به ۶۲٫۹ تومان، در سال ۱۳۷۹ به ۲۸۷٫۲ تومان، در سال ۱۳۸۴ به ۷۰۲ تومان، در سال ۱۳۸۹ به ۲۲۴۳٫۲ تومان، در سال ۱۳۹۴ به ۵۴۴۱٫۸ تومان، در سال ۱۳۹۹ به ۱۴۸۵۹٫۹ تومان، و در سال ۱۴۰۲ به ۴۳۳۲۰٫۴ تومان رسید.
| سال  | نام فیلم                | میزان فروش      | تعداد بیننده | منبع   |
| ---- | ----------------------- | --------------- | ------------ | ------ |
| ۱۳۶۴ | عقاب‌ها                  | ۲۸٬۸۴۰٬۱۷۳      | ۳٬۲۴۵٬۸۵۹    | [ ۲۲ ] |
| ۱۳۶۵ | گمشده                   | ۲۰٬۳۰۹٬۴۰۹      | ۲٬۲۷۸٬۸۸۹    | [ ۳۵ ] |
| ۱۳۶۶ | اجاره‌نشین‌ها             | ۳۳٬۹۲۳٬۸۵۸      | ۳٬۰۵۱٬۳۹۰    | [ ۲۱ ] |
| ۱۳۶۷ | کانی مانگا              | ۳۹٬۸۳۸٬۳۷۷      | ۳٬۵۰۳٬۹۰۸    | [ ۲۰ ] |
| ۱۳۶۸ | افق                     | ۳۷٬۳۶۱٬۰۶۵      | ۲٬۷۵۷٬۱۷۰    | [ ۲۷ ] |
| ۱۳۶۹ | خواستگاری               | ۷۴٬۰۶۲٬۳۸۴      | ۴٬۳۴۰٬۱۹۳    | [ ۱۶ ] |
| ۱۳۷۰ | عروس                    | ۱۱۵٬۲۷۷٬۵۸۳     | ۴٬۴۲۳٬۵۳۸    | [ ۱۵ ] |
| ۱۳۷۱ | دیگه چه خبر!؟           | ۹۹٬۲۹۱٬۳۴۸      | ۲٬۷۷۹٬۸۶۳    | [ ۲۶ ] |
| ۱۳۷۲ | افعی                    | ۱۹۹٬۰۳۰٬۸۷۱     | ۴٬۵۱۷٬۶۴۳    | [ ۳۰ ] |
| ۱۳۷۳ | کلاه‌قرمزی و پسرخاله     | ۲۹۵٬۷۹۳٬۰۷۵     | ۴٬۳۰۱٬۸۴۸    | [ ۱۷ ] |
| ۱۳۷۴ | پرواز از اردوگاه        | ۱۹۶٬۸۰۷٬۱۷۰     | ۳٬۱۰۲٬۳۷۴    | [ ۳۱ ] |
| ۱۳۷۵ | خواهران غریب            | ۳۷۰٬۵۲۴٬۶۳۰     | ۳٬۲۱۹٬۴۲۱    | [ ۲۳ ] |
| ۱۳۷۶ | آدم‌برفی                 | ۵۸۶٬۳۸۵٬۲۲۰     | ۴٬۴۷۳٬۲۷۷    | [ ۱۴ ] |
| ۱۳۷۷ | مرد عوضی                | ۸۴۹٬۳۶۴٬۶۲۰     | ۳٬۷۹۲٬۰۳۳    | [ ۱۸ ] |
| ۱۳۷۸ | قرمز                    | ۷۹۴٬۹۰۳٬۹۶۰     | ۳٬۰۶۱٬۰۱۰    | [ ۲۵ ] |
| ۱۳۷۹ | شوکران                  | ۷۷۴٬۳۴۹٬۸۷۰     | ۲٬۷۰۰٬۲۶۹    | [ ۲۸ ] |
| ۱۳۸۰ | مریم مقدس               | ۶۸۴٬۱۹۶٬۷۵۰     | ۱٬۸۳۵٬۵۰۱    | [ ۴۰ ] |
| ۱۳۸۱ | کلاه‌قرمزی و سروناز      | ۸۳۴٬۸۸۵٬۱۰۰     | ۱٬۵۶۱٬۴۵۵    | [ ۴۲ ] |
| ۱۳۸۲ | توکیو بدون توقف         | ۷۲۵٬۲۶۲٬۶۰۰     | ۱٬۳۲۵٬۹۹۳    | [ ۴۷ ] |
| ۱۳۸۳ | کما                     | ۱٬۰۹۶٬۸۰۶٬۸۰۰   | ۱٬۹۳۰٬۵۹۱    | [ ۳۶ ] |
| ۱۳۸۴ | آکواریوم                | ۸۹۰٬۵۶۸٬۳۹۰     | ۱٬۲۷۴٬۵۴۶    | [ ۴۹ ] |
| ۱۳۸۵ | آتش‌بس                   | ۱٬۶۵۱٬۲۰۳٬۶۵۰   | ۱٬۸۹۹٬۲۳۱    | [ ۳۷ ] |
| ۱۳۸۶ | اخراجی‌ها                | ۲٬۰۳۲٬۵۹۳٬۵۰۰   | ۱٬۸۷۶٬۸۷۱    | [ ۳۸ ] |
| ۱۳۸۷ | چارچنگولی               | ۱٬۹۰۶٬۵۰۵٬۵۰۰   | ۱٬۳۷۹٬۳۶۸    | [ ۴۴ ] |
| ۱۳۸۸ | اخراجی‌ها ۲              | ۷٬۸۸۴٬۱۴۶٬۷۰۰   | ۵٬۳۲۸٬۲۹۷    | [ ۴۸ ] |
| ۱۳۸۹ | ملک سلیمان              | ۲٬۸۴۹٬۶۲۸٬۱۵۰   | ۱٬۳۴۹٬۰۶۹    | [ ۴۶ ] |
| ۱۳۹۰ | اخراجی‌ها ۳              | ۴٬۶۶۱٬۶۵۷٬۹۴۰   | ۲٬۱۹۹٬۷۵۰    | [ ۴۱ ] |
| ۱۳۹۱ | کلاه‌قرمزی و بچه‌ننه      | ۴٬۷۵۴٬۱۰۳٬۹۰۰   | ۱٬۴۶۸٬۸۹۹    | [ ۴۳ ] |
| ۱۳۹۲ | رسوایی                  | ۴٬۰۸۲٬۶۰۵٬۰۰۰   | ۱٬۱۲۸٬۷۱۵    | [ ۷۳ ] |
| ۱۳۹۳ | شهر موشها ۲             | ۹٬۸۱۷٬۳۱۳٬۴۰۰   | ۲٬۳۳۴٬۵۲۲    | [ ۳۴ ] |
| ۱۳۹۴ | محمد رسول‌الله           | ۱۴٬۵۵۸٬۸۲۹٬۳۰۰  | ۲٬۴۶۳٬۱۲۵    | [ ۳۲ ] |
| ۱۳۹۵ | فروشنده                 | ۱۵٬۷۱۴٬۹۱۹٬۶۰۰  | ۲٬۱۶۰٬۰۵۰    | [ ۳۳ ] |
| ۱۳۹۶ | نهنگ عنبر ۲: سلکشن رؤیا | ۲۰٬۹۹۱٬۸۹۵٬۵۰۰  | ۲٬۶۷۴٬۶۴۸    | [ ۲۹ ] |
| ۱۳۹۷ | هزارپا                  | ۳۸٬۰۶۳٬۸۴۸٬۰۰۰  | ۴٬۲۱۸٬۷۹۳    | [ ۱۰ ] |
| ۱۳۹۸ | مطرب                    | ۳۸٬۵۴۶٬۴۵۶٬۰۰۰  | ۳٬۲۹۷٬۱۳۸    | [ ۹ ]  |
| ۱۳۹۹ | شنای پروانه             | ۳٬۶۷۶٬۰۰۰٬۰۰۰   | ۲۱۴٬۸۰۵      | [ ۶۸ ] |
| ۱۴۰۰ | دینامیت                 | ۵۸٬۱۷۸٬۳۷۰٬۰۰۰  | ۲٬۵۸۹٬۲۹۸    | [ ۸ ]  |
| ۱۴۰۱ | انفرادی                 | ۷۷٬۵۸۶٬۹۲۲٬۵۰۰  | ۲٬۴۳۴٬۴۶۳    | [ ۶ ]  |
| ۱۴۰۲ | فسیل                    | ۳۲۴٬۵۲۶٬۵۰۲٬۰۰۰ | ۷٬۴۸۷٬۳۵۲    | [ ۴ ]  |
| ۱۴۰۳ | هفتاد سی                | ۳۳۷٬۸۵۶٬۲۵۷٬۰۰۰ | ۵٬۷۴۶٬۵۵۰    | [ ۲ ]  |

- آدم‌برفی (۱۳۷۳) به دلیل پوشش زنانه اکبر عبدی به مدت سه سال نمی‌توانست که پروانهٔ اکران بگیرد تا سرانجام در سال ۱۳۷۶ به اکران عمومی درآمد و پرفروش‌ترین فیلم سال شد.[۷۴]
- در سال ۱۳۹۹ اکران در سینماها همراه با پاندمی کرونا در ایران و تعطیلی‌های پی در پی سینماها همراه بود.

## طول زمان حفظ رکورد پرفروش‌ترین فیلم
جدول زیر، فقط رکوردهای به‌دست‌آمده توسط فیلم‌ها را نشان می‌دهد بنابراین رکورد درج‌شده برای هر فیلم، الزاماً با میزان فروش نهایی آن، برابر نیست. این جدول براساس فروش هر فیلم در اکران نخست ایجاد شده و فقط در صورتی که یک فیلم توانسته باشد که در عین حفظ جایگاه پرفروش‌ترین فیلم، رکورد خود را به واسطهٔ بازپخش‌های سال‌های بعد ارتقا بدهد، رکوردِ ارتقایافتهٔ فیلم نیز در این جدول اضافه خواهد شد.
عقاب‌ها، مرد عوضی و اخراجی‌ها ۲ و کلاه‌قرمزی و پسرخاله با پنج سال حفظ رکورد خود، بیشترین طول زمان حفظ رکورد پرفروش‌ترین فیلم را دارا هستند.
| طول زمان    | نمایشاصلی | ایجاد/ارتقایرکورد | نام فیلم                | رکورد جدید فروش | منبع   |
| ----------- | --------- | ----------------- | ----------------------- | --------------- | ------ |
| ۱۳۶۹–۱۳۶۴   | ۱۳۶۴      | ۱۳۶۴              | عقاب‌ها                  | ۲۸٬۸۴۰٬۱۷۳      | [ ۷۵ ] |
| ۱۳۶۹–۱۳۶۴   | ۱۳۶۴      | ۱۳۶۵              | عقاب‌ها                  | ۴۷٬۷۶۷٬۶۵۸      | [ ۷۵ ] |
| ۱۳۶۹–۱۳۶۴   | ۱۳۶۴      | ۱۳۶۶              | عقاب‌ها                  | ۵۳٬۱۶۳٬۵۰۳      | [ ۷۵ ] |
| ۱۳۶۹–۱۳۶۴   | ۱۳۶۴      | ۱۳۶۷              | عقاب‌ها                  | ۶۰٬۴۹۱٬۹۴۷      | [ ۷۵ ] |
| ۱۳۶۹–۱۳۶۴   | ۱۳۶۴      | ۱۳۶۸              | عقاب‌ها                  | ۶۶٬۶۷۷٬۴۹۸      | [ ۷۵ ] |
| ۱۳۷۰–۱۳۶۹   | ۱۳۶۹      | ۱۳۶۹              | خواستگاری               | ۷۴٬۰۶۲٬۳۸۴      | [ ۱۶ ] |
| ۱۳۷۲–۱۳۷۰   | ۱۳۷۰      | ۱۳۷۰              | عروس                    | ۱۱۵٬۲۷۷٬۵۸۳     | [ ۷۶ ] |
| ۱۳۷۲–۱۳۷۰   | ۱۳۷۰      | ۱۳۷۱              | عروس                    | ۱۲۶٬۱۷۰٬۷۸۹     | [ ۷۶ ] |
| ۱۳۷۳–۱۳۷۲   | ۱۳۷۲      | ۱۳۷۲              | افعی                    | ۱۹۹٬۰۳۰٬۸۷۱     | [ ۳۰ ] |
| ۱۳۷۶–۱۳۷۳   | ۱۳۷۳      | ۱۳۷۳              | کلاه‌قرمزی و پسرخاله     | ۲۹۵٬۷۹۳٬۰۷۵     | [ ۷۷ ] |
| ۱۳۷۶–۱۳۷۳   | ۱۳۷۳      | ۱۳۷۴              | کلاه‌قرمزی و پسرخاله     | ۴۱۳٬۶۷۲٬۵۷۰     | [ ۷۷ ] |
| ۱۳۷۶–۱۳۷۳   | ۱۳۷۳      | ۱۳۷۵              | کلاه‌قرمزی و پسرخاله     | ۴۱۷٬۹۴۹٬۳۹۰     | [ ۷۷ ] |
| ۱۳۷۷–۱۳۷۶   | ۱۳۷۶      | ۱۳۷۶              | آدم‌برفی                 | ۵۸۶٬۳۸۵٬۲۲۰     | [ ۱۴ ] |
| ۱۳۸۲–۱۳۷۷   | ۱۳۷۷      | ۱۳۷۷              | مرد عوضی                | ۸۴۹٬۳۶۴٬۶۲۰     | [ ۷۸ ] |
| ۱۳۸۲–۱۳۷۷   | ۱۳۷۷      | ۱۳۷۸              | مرد عوضی                | ۹۰۱٬۸۶۰٬۳۳۰     | [ ۷۸ ] |
| ۱۳۸۲–۱۳۷۷   | ۱۳۷۷      | ۱۳۷۹              | مرد عوضی                | ۹۰۲٬۷۶۲٬۲۳۰     | [ ۷۸ ] |
| ۱۳۸۳–۱۳۸۲   | ۱۳۸۱      | ۱۳۸۲              | کلاه‌قرمزی و سروناز      | ۹۷۷٬۷۳۸٬۳۰۰     | [ ۷۹ ] |
| ۱۳۸۵–۱۳۸۳   | ۱۳۸۳      | ۱۳۸۳              | کما                     | ۱٬۱۰۷٬۵۰۰٬۲۵۰   | [ ۸۰ ] |
| ۱۳۸۵–۱۳۸۳   | ۱۳۸۳      | ۱۳۸۴              | کما                     | ۱٬۱۰۸٬۹۸۱٬۷۰۰   | [ ۸۰ ] |
| ۱۳۸۶–۱۳۸۵   | ۱۳۸۵      | ۱۳۸۵              | آتش‌بس                   | ۱٬۶۵۱٬۲۰۳٬۶۵۰   | [ ۳۷ ] |
| ۱۳۸۸–۱۳۸۶   | ۱۳۸۶      | ۱۳۸۶              | اخراجی‌ها                | ۲٬۳۱۷٬۸۶۹٬۷۰۰   | [ ۸۱ ] |
| ۱۳۸۸–۱۳۸۶   | ۱۳۸۶      | ۱۳۸۷              | اخراجی‌ها                | ۲٬۳۱۹٬۱۷۱٬۷۰۰   | [ ۸۱ ] |
| ۱۳۹۳–۱۳۸۸   | ۱۳۸۸      | ۱۳۸۸              | اخراجی‌ها ۲              | ۷٬۹۲۸٬۳۱۱٬۷۰۰   | [ ۸۲ ] |
| ۱۳۹۴–۱۳۹۳   | ۱۳۹۳      | ۱۳۹۳              | شهر موشها ۲             | ۹٬۸۱۷٬۳۱۳٬۴۰۰   | [ ۸۳ ] |
| ۱۳۹۵–۱۳۹۴   | ۱۳۹۴      | ۱۳۹۴              | محمد رسول‌الله           | ۱۴٬۵۵۸٬۸۲۹٬۳۰۰  | [ ۸۴ ] |
| ۱۳۹۶–۱۳۹۵   | ۱۳۹۵      | ۱۳۹۵              | من سالوادور نیستم       | ۱۶٬۹۵۱٬۷۱۷٬۱۰۰  | [ ۸۵ ] |
| ۱۳۹۷–۱۳۹۶   | ۱۳۹۶      | ۱۳۹۶              | نهنگ عنبر ۲: سلکشن رؤیا | ۲۰٬۹۹۱٬۸۹۵٬۵۰۰  | [ ۸۶ ] |
| ۱۳۹۸–۱۳۹۷   | ۱۳۹۷      | ۱۳۹۷              | هزارپا                  | ۳۸٬۰۶۳٬۸۴۸٬۰۰۰  | [ ۱۰ ] |
| ۱۴۰۰–۱۳۹۸   | ۱۳۹۸      | ۱۳۹۸              | مطرب                    | ۳۸٬۵۴۶٬۴۵۶٬۰۰۰  | [ ۹ ]  |
| ۱۴۰۱–۱۴۰۰   | ۱۴۰۰      | ۱۴۰۱              | دینامیت                 | ۵۸٬۱۷۷٬۹۶۵٬۷۴۰  | [ ۸ ]  |
| ۱۴۰۲–۱۴۰۱   | ۱۴۰۱      | ۱۴۰۱              | انفرادی                 | ۷۷٬۵۸۶٬۴۵۰٬۵۰۰  | [ ۶ ]  |
| ۱۴۰۳–۱۴۰۲   | ۱۴۰۲      | ۱۴۰۲              | فسیل                    | ۳۲۴٬۵۲۶٬۵۰۲٬۰۰۰ | [ ۴ ]  |
| تاکنون–۱۴۰۳ | ۱۴۰۳      | ۱۴۰۳              | هفتاد سی                | ۳۳۴٬۰۶۹٬۸۸۵٬۵۰۰ | [ ۲ ]  |
| تاکنون–۱۴۰۳ | ۱۴۰۳      | ۱۴۰۴              | هفتاد سی                | ۳۶۰٬۱۳۶٬۹۵۳٬۶۰۰ | [ ۵ ]  |

## تعداد کل مخاطبان بر پایه سال
جدول زیر شامل آمار تعداد کل تماشاگران سینمای ایران در هر سال است. پرمخاطب‌ترین سال سینمای ایران، سال ۱۳۶۹ بوده که در طی آن سال سینماهای کشور بیش از ۸۱ میلیون مخاطب داشتند و بر اساس جمعیت کشور، هر ایرانی در طول آن سال ۱٬۶۴ بار به سینما رفته بود. کم‌مخاطب‌ترین سال اکران هم- بدون در نظر گرفتن سال ۱۳۹۹ که تحت تأثیر همه‌گیری کرونا در ایران بود- متعلق به سال ۱۴۰۰ است که در طی آن بیش از ۷ میلیون تماشاگر سینما وجود داشت و بر اساس جمعیت، هر ایرانی در آن سال ۰٬۰۹ بار به سینما رفته بود.
| سال اکران | تعداد کل تماشاگران | نسبت تعداد تماشاگران با جمعیت کشور | منبع   |
| --------- | ------------------ | ---------------------------------- | ------ |
| ۱۳۶۴      | ۷۷٬۱۵۹٬۹۷۳         | ۱٬۵۶                               | [ ۲۲ ] |
| ۱۳۶۵      | ۷۸٬۲۵۹٬۱۳۵         | ۱٬۵۸                               | [ ۳۵ ] |
| ۱۳۶۶      | ۸۰٬۳۰۴٬۲۲۲         | ۱٬۶۲                               | [ ۲۱ ] |
| ۱۳۶۷      | ۷۶٬۸۶۴٬۷۸۱         | ۱٬۵۵                               | [ ۲۰ ] |
| ۱۳۶۸      | ۸۰٬۵۲۵٬۴۳۴         | ۱٬۶۳                               | [ ۲۷ ] |
| ۱۳۶۹      | ۸۱٬۱۳۱٬۹۵۸         | ۱٬۶۴                               | [ ۱۹ ] |
| ۱۳۷۰      | ۶۶٬۶۳۴٬۶۴۴         | ۱٬۱۹                               | [ ۱۵ ] |
| ۱۳۷۱      | ۵۴٬۰۳۰٬۷۴۵         | ۰٬۹۷                               | [ ۲۶ ] |
| ۱۳۷۲      | ۵۴٬۸۰۹٬۱۵۰         | ۰٬۹۸                               | [ ۳۰ ] |
| ۱۳۷۳      | ۵۶٬۰۳۲٬۴۳۴         | ۱                                  | [ ۱۷ ] |
| ۱۳۷۴      | ۵۲٬۴۹۳٬۳۹۲         | ۰٬۸۸                               | [ ۳۱ ] |
| ۱۳۷۵      | ۴۴٬۷۶۰٬۲۶۷         | ۰٬۷۵                               | [ ۲۳ ] |
| ۱۳۷۶      | ۳۹٬۸۳۰٬۵۴۶         | ۰٬۶۶                               | [ ۱۴ ] |
| ۱۳۷۷      | ۳۰٬۸۷۸٬۷۸۱         | ۰٬۵۱                               | [ ۱۸ ] |
| ۱۳۷۸      | ۳۳٬۸۸۵٬۸۰۶         | ۰٬۵۶                               | [ ۲۵ ] |
| ۱۳۷۹      | ۳۲٬۹۰۵٬۶۳۳         | ۰٬۵۵                               | [ ۳۹ ] |
| ۱۳۸۰      | ۲۱٬۶۱۷٬۳۲۸         | ۰٬۳۴                               | [ ۴۰ ] |
| ۱۳۸۱      | ۱۸٬۰۸۶٬۶۱۳         | ۰٬۲۸                               | [ ۴۲ ] |
| ۱۳۸۲      | ۱۳٬۲۵۱٬۵۶۰         | ۰٬۲۰                               | [ ۴۷ ] |
| ۱۳۸۳      | ۱۶٬۴۸۸٬۹۵۱         | ۰٬۲۶                               | [ ۳۶ ] |
| ۱۳۸۴      | ۱۵٬۱۳۶٬۸۶۲         | ۰٬۲۳                               | [ ۴۹ ] |
| ۱۳۸۵      | ۱۵٬۹۵۵٬۲۷۸         | ۰٬۲۵                               | [ ۳۷ ] |
| ۱۳۸۶      | ۱۴٬۴۵۶٬۳۹۹         | ۰٬۲۲                               | [ ۳۸ ] |
| ۱۳۸۷      | ۱۵٬۱۳۷٬۹۹۴         | ۰٬۲۳                               | [ ۴۴ ] |
| ۱۳۸۸      | ۱۸٬۱۷۹٬۱۲۳         | ۰٬۲۸                               | [ ۴۸ ] |
| ۱۳۸۹      | ۱۰٬۹۸۵٬۴۲۹         | ۰٬۱۷                               | [ ۴۶ ] |
| ۱۳۹۰      | ۱۴٬۵۱۷٬۳۸۶         | ۰٬۲۰                               | [ ۴۱ ] |
| ۱۳۹۱      | ۱۰٬۶۲۱٬۸۴۳         | ۰٬۱۴                               | [ ۴۳ ] |
| ۱۳۹۲      | ۹٬۶۲۶٬۷۵۰          | ۰٬۱۳                               | [ ۷۳ ] |
| ۱۳۹۳      | ۱۲٬۶۹۰٬۲۴۴         | ۰٬۲۰                               | [ ۳۴ ] |
| ۱۳۹۴      | ۱۳٬۳۷۳٬۰۳۸         | ۰٬۲۰                               | [ ۳۲ ] |
| ۱۳۹۵      | ۲۵٬۸۴۷٬۴۸۳         | ۰٬۳۰                               | [ ۳۳ ] |
| ۱۳۹۶      | ۲۲٬۸۵۶٬۰۹۷         | ۰٬۲۹                               | [ ۸۶ ] |
| ۱۳۹۷      | ۲۸٬۵۳۷٬۴۱۰         | ۰٬۳۶                               | [ ۱۰ ] |
| ۱۳۹۸      | ۲۶٬۳۱۰٬۳۸۴         | ۰٬۳۳                               | [ ۹ ]  |
| ۱۳۹۹      | ۶۵۹٬۱۸۴            | ۰٬۰۰۸                              | [ ۶۸ ] |
| ۱۴۰۰      | ۷٬۱۹۷٬۱۸۴          | ۰٬۰۹                               | [ ۸ ]  |
| ۱۴۰۱      | ۱۳٬۶۷۲٬۳۵۷         | ۰٬۲                                | [ ۶ ]  |
| ۱۴۰۲      | ۲۸٬۲۵۸٬۲۷۱         | ۰٬۳۵                               | [ ۴ ]  |
| ۱۴۰۳      | ۳۴،۴۱۲،۷۸۳         | ۰،۴۲                               | [ ۸۷ ] |

## پرمخاطب‌ترین فیلم‌های غیرکمدی دهه ۸۰ سینمای ایران
در این جدول فهرستی از پرمخاطب‌ترین فیلم‌های غیرکمدی دهه ۸۰ سینمای ایران-که بیش از یک میلیون مخاطب داشته‌اند- گردآوری شده است. در این فهرست فیلم مریم مقدس در صدر قرار گرفته است و فیلم‌های خوابگاه دختران و من ترانه ۱۵ سال دارم در رده‌های بعدی قرار دارند.
شهریار بحرانی با دو فیلم در این جدول رکورددار است.
| سال اکران | فیلم                | تعداد مخاطب | منبع   |
| --------- | ------------------- | ----------- | ------ |
| ۱۳۸۰      | مریم مقدس           | ۱٬۸۳۵٬۵۰۱   | [ ۴۰ ] |
| ۱۳۸۳      | خوابگاه دختران      | ۱٬۵۸۹٬۳۲۵   | [ ۳۶ ] |
| ۱۳۸۱      | من ترانه ۱۵سال دارم | ۱٬۴۴۸٬۱۶۳   | [ ۴۲ ] |
| ۱۳۸۳      | دوئل                | ۱٬۴۳۱٬۸۸۲   | [ ۳۶ ] |
| ۱۳۸۰      | آواز قو             | ۱٬۴۱۷٬۳۶۴   | [ ۴۰ ] |
| ۱۳۸۹      | ملک سلیمان          | ۱٬۳۴۹٬۰۶۹   | [ ۶۶ ] |
| ۱۳۸۰      | دختری به نام تندر   | ۱٬۲۰۴٬۱۷۰   | [ ۴۰ ] |
| ۱۳۸۰      | شب‌های تهران         | ۱٬۲۰۰٬۴۱۱   | [ ۴۰ ] |
| ۱۳۸۱      | زندان زنان          | ۱٬۱۷۴٬۳۵۰   | [ ۴۲ ] |
| ۱۳۸۷      | دعوت                | ۱٬۱۰۰٬۹۲۲   | [ ۴۴ ] |
| ۱۳۸۲      | دنیا                | ۱٬۰۹۷٬۵۰۳   | [ ۴۷ ] |
| ۱۳۸۰      | پارتی               | ۱٬۰۸۳٬۹۶۹   | [ ۴۰ ] |
| ۱۳۸۱      | شام آخر             | ۱٬۰۵۸٬۲۰۷   | [ ۴۲ ] |
| ۱۳۸۵      | میم مثل مادر        | ۱٬۰۵۰٬۱۶۸   | [ ۳۷ ] |
| ۱۳۸۱      | مزاحم               | ۱٬۰۰۴٬۷۹۵   | [ ۴۲ ] |

## پرمخاطب‌ترین فیلم‌های غیرکمدی دهه ۹۰ سینمای ایران
در این جدول فهرستی از پرمخاطب‌ترین فیلم‌های غیرکمدی دهه ۹۰ سینمای ایران-که بیش از یک میلیون مخاطب داشته‌اند- گردآوری شده است. در این فهرست فیلم محمد رسول‌الله به کارگردانی مجید مجیدی در صدر قرار گرفته است و به دنبال آن فیلم‌های متری شیش و نیم و فروشنده در رده‌های دوم و سوم قرار دارند.
در این فهرست سعید روستایی، اصغر فرهادی و ابراهیم حاتمی کیا با دو فیلم حضور دارند.
| سال اکران | فیلم                | تعداد مخاطب | منبع   |
| --------- | ------------------- | ----------- | ------ |
| ۱۳۹۴      | محمد رسول‌الله       | ۲٬۴۶۳٬۱۲۵   | [ ۶۷ ] |
| ۱۳۹۸      | متری شیش و نیم      | ۲٬۳۱۷٬۴۴۵   | [ ۹ ]  |
| ۱۳۹۵      | فروشنده             | ۲٬۱۶۰٬۰۵۰   | [ ۳۳ ] |
| ۱۳۹۵      | سلام بمبئی          | ۲٬۱۵۲٬۲۰۲   | [ ۳۳ ] |
| ۱۳۹۸      | شبی که ماه کامل شد  | ۱٬۷۱۶٬۹۱۵   | [ ۹ ]  |
| ۱۳۹۵      | ابد و یک روز        | ۱٬۶۷۵٬۴۶۷   | [ ۳۳ ] |
| ۱۳۹۷      | لاتاری              | ۱٬۶۴۷٬۵۲۰   | [ ۱۰ ] |
| ۱۳۹۷      | به وقت شام          | ۱٬۵۸۷٬۰۲۰   | [ ۱۰ ] |
| ۱۳۹۷      | مغزهای کوچک زنگ زده | ۱٬۳۰۷٬۶۵۱   | [ ۱۰ ] |
| ۱۳۹۸      | سرخ‌پوست             | ۱٬۲۰۴٬۶۷۶   | [ ۹ ]  |
| ۱۳۹۷      | فیلشاه              | ۱٬۱۵۵٬۷۹۲   | [ ۱۰ ] |
| ۱۳۹۰      | جدایی نادر از سیمین | ۱٬۱۴۵٬۱۵۵   | [ ۴۱ ] |
| ۱۳۹۵      | بادیگارد            | ۱٬۰۱۴٬۸۳۴   | [ ۳۳ ] |

## پرفروش‌ترین فیلم‌های ایرانی در اکران بین‌المللی
جدول زیر شامل آمار چهل فیلم پرفروش ایرانی در اکران‌های بین‌المللی است. رتبه اول این جدول در اختیار فیلم جدایی نادر از سیمین (۱۳۸۹) است و فیلم‌های گذشته (۲۰۱۳) و تاکسی (۱۳۹۳) رتبه‌های دوم تا سوم را در اختیار دارند.
| dagger | فیلم‌های در حال اکران |

| رتبه | نام فیلم                 | فروش(دلار آمریکا) | آغاز نمایش | منبع    |
| ---- | ------------------------ | ----------------- | ---------- | ------- |
| ۱    | جدایی نادر از سیمین      | ۲۴٬۴۲۶٬۱۶۹        | ۲۰۱۱       | [ ۸۸ ]  |
| ۲    | گذشته                    | ۱۵٬۷۵۲٬۵۷۵        | ۲۰۱۳       | [ ۸۹ ]  |
| ۳    | تاکسی                    | ۱۱٬۲۳۴٬۹۴۷        | ۲۰۱۵       | [ ۹۰ ]  |
| ۴    | فروشنده                  | ۹٬۷۹۱٬۱۷۰         | ۲۰۱۶       | [ ۹۱ ]  |
| ۵    | دانه انجیر معابد         | ۶٬۱۷۴٬۹۸۵         | ۲۰۲۴       | [ ۹۲ ]  |
| ۶    | پسر دلفینی               | ۲٬۸۵۰٬۷۰۵         | ۲۰۲۲       | [ ۹۳ ]  |
| ۷    | رنگ خدا                  | ۲٬۷۷۷٬۵۵۵         | ۱۹۹۹       | [ ۹۴ ]  |
| ۸    | کیک محبوب من             | ۲٬۶۳۸٬۳۴۲         | ۲۰۲۴       | [ ۹۵ ]  |
| ۹    | سه رخ                    | ۲٬۵۰۷٬۰۴۶         | ۲۰۱۸       | [ ۹۶ ]  |
| ۱۰   | سکوت                     | ۱٬۷۶۵٬۶۰۷         | ۱۹۹۹       | [ ۹۷ ]  |
| ۱۱   | بچه‌های آسمان             | ۱٬۶۲۸٬۵۷۹         | ۱۹۹۹       | [ ۹۸ ]  |
| ۱۲   | محمد رسول‌الله            | ۱٬۴۴۰٬۰۴۴         | ۲۰۱۶       | [ ۹۹ ]  |
| ۱۳   | سفر قندهار               | ۱٬۴۱۸٬۳۱۴         | ۲۰۰۱       | [ ۱۰۰ ] |
| ۱۴   | متری شیش و نیم           | ۱٬۳۵۲٬۱۴۵         | ۲۰۲۱       | [ ۱۰۱ ] |
| ۱۵   | قهرمان                   | ۱٬۲۳۷٬۹۳۵         | ۲۰۲۱       | [ ۱۰۲ ] |
| ۱۶   | لاک‌پشت‌ها هم پرواز می‌کنند | ۱٬۰۷۵٬۵۵۵         | ۲۰۰۴       | [ ۱۰۳ ] |
| ۱۷   | عنکبوت مقدس              | ۱٬۰۲۱٬۱۷۵         | ۲۰۲۲       | [ ۱۰۴ ] |
| ۱۸   | جاده خاکی                | ۹۹۵٬۱۳۹           | ۲۰۲۱       | [ ۱۰۵ ] |
| ۱۹   | شرایط                    | ۹۵۸٬۹۷۸           | ۲۰۱۱       | [ ۱۰۶ ] |
| ۲۰   | بادکنک سفید              | ۹۲۴٬۹۴۵           | ۱۹۹۵       | [ ۱۰۷ ] |
| ۲۱   | لرد                      | ۹۱۵٬۰۷۳           | ۲۰۱۷       | [ ۱۰۸ ] |
| ۲۲   | آفساید                   | ۸۵۷٬۲۸۲           | ۲۰۰۷       | [ ۱۰۹ ] |
| ۲۳   | دایره                    | ۶۸۳٬۵۰۹           | ۲۰۰۱       | [ ۱۱۰ ] |
| ۲۴   | زمانی برای مستی اسب‌ها    | ۶۳۳٬۳۱۵           | ۲۰۰۰       | [ ۱۱۱ ] |
| ۲۵   | آنسوی ابرها              | ۶۰۵٬۰۰۹           | ۲۰۱۸       | [ ۱۱۲ ] |
| ۲۶   | درباره الی               | ۵۷۰٬۳۴۰           | ۲۰۱۲       | [ ۱۱۳ ] |
| ۲۷   | خرس نیست                 | ۵۰۳٬۷۵۱           | ۲۰۲۲       | [ ۱۱۴ ] |
| ۲۸   | آوا                      | ۴۹۷٬۶۷۶           | ۲۰۱۷       | [ ۱۱۵ ] |
| ۲۹   | شنگول منگول              | ۳۵۰٬۰۱۳           | ۲۰۲۲       | [ ۱۱۶ ] |
| ۳۰   | طعم گیلاس                | ۳۲۲٬۸۲۷           | ۱۹۹۸       | [ ۱۱۷ ] |
| ۳۱   | طلای سرخ                 | ۳۱۴٬۶۸۵           | ۲۰۰۴       | [ ۱۱۸ ] |
| ۳۲   | یلدا                     | ۱۳۷٬۹۵۵           | ۲۰۲۰       | [ ۱۱۹ ] |
| ۳۳   | بدون تاریخ، بدون امضا    | ۱۲۵٬۷۸۳           | ۲۰۱۸       | [ ۱۲۰ ] |
| ۳۴   | آیه‌های زمینی             | ۱۲۳٬۲۲۴           | ۲۰۲۳       | [ ۱۲۱ ] |
| ۳۵   | ناهید                    | ۱۲۲٬۲۷۲           | ۲۰۱۶       | [ ۱۲۲ ] |
| ۳۶   | شیطان وجود ندارد         | ۱۷۷٬۹۸۷           | ۲۰۲۰       | [ ۱۲۳ ] |
| ۳۷   | باران                    | ۱۶۶٬۹۸۵           | ۲۰۰۱       | [ ۱۲۴ ] |
| ۳۸   | چهارشنبه سوری            | ۱۱۹٬۸۸۵           | ۲۰۰۶       | [ ۱۲۵ ] |
| ۳۹   | سیب                      | ۱۱۶٬۷۵۸           | ۱۹۹۹       | [ ۱۲۶ ] |
| ۴۰   | آواز گنجشک‌ها             | ۱۱۶٬۳۷۲           | ۲۰۰۹       | [ ۱۲۷ ] |

## سایر رکوردها

### بر پایهٔ میزان فروش
جدول زیر شامل چند عنوان از رکوردهای فروش سینمای ایران بر مبنای فروش روز نخست، افتتاحیه، هفتگی و ماهانه است. این جدول بر اساس داده‌های اکران روز سینمای ایران به‌روز می‌شود. در حال حاضر زودپز و هفتاد سی رکوردهای این جدول را در اختیار دارند.
| dagger | فیلم‌های در حال اکران |

| ردیف | عنوان رکورد               | نام فیلم | رکورد فروش    | تاریخ                | منبع    |
| ---- | ------------------------- | -------- | ------------- | -------------------- | ------- |
| ۱    | بیشترین فروش روز نخست     | زودپز    | ۵٬۳ میلیارد   | ۱۷ مهر ۱۴۰۳          | [ ۱۲۸ ] |
| ۲    | بیشترین فروش سه روز نخست  | هفتاد سی | ۲۲٬۳ میلیارد  | ۷ تا ۱۰ آذر ۱۴۰۳     | [ ۱۲۸ ] |
| ۳    | بیشترین فروش هفتهٔ نخست    | هفتاد سی | ۳۷٬۵ میلیارد  | ۷ تا۱۴ آذر ۱۴۰۳      | [ ۱۲۸ ] |
| ۴    | بیشترین فروش روزانه       | هفتاد سی | ۱۲ میلیارد    | ۱۶ آذر ۱۴۰۳          | [ ۱۲۸ ] |
| ۵    | بیشترین فروش هفتگی        | هفتاد سی | ۴۵٬۲ میلیارد  | ۱۷ تا ۲۴ آذر ۱۴۰۳    | [ ۱۲۸ ] |
| ۶    | سریع‌ترین فروش صد میلیاردی | هفتاد سی | طی ۱۹ روز     | ۷ آذر تا ۲۶ آذر ۱۴۰۳ | [ ۱۲۸ ] |
| ۷    | بیشترین فروش ماهانه       | هفتاد سی | ۱۵۳٬۷ میلیارد | ۸ آذر تا ۸ دی ۱۴۰۳   | [ ۱۲۸ ] |

### بر پایهٔ تعداد بیننده
جدول زیر شامل چند عنوان از رکوردهای مخاطب سینمای ایران بر مبنای روز نخست، افتتاحیه، هفتگی و ماهانه است. این جدول بر اساس داده‌های اکران روز سینمای ایران به‌روز می‌شود.
| dagger | فیلم‌های در حال اکران |

| ردیف | عنوان رکورد                  | نام فیلم | رکورد مخاطب   | تاریخ               | منبع    |
| ---- | ---------------------------- | -------- | ------------- | ------------------- | ------- |
| ۱    | بیشترین مخاطب در روز نخست    | زودپز    | ۱۴۲٬۴۷۶ نفر   | ۱۷ مهر ۱۴۰۳         | [ ۱۲۸ ] |
| ۲    | بیشترین مخاطب در یک روز      | هفتاد سی | ۲۲۶٬۰۱۲ نفر   | ۲۰ آذر ۱۴۰۳         | [ ۱۲۸ ] |
| ۳    | بیشترین مخاطب در سه روز نخست | هفتاد سی | ۳۲۱٬۱۳۰ نفر   | ۷ تا ۱۰ آذر ۱۴۰۳    | [ ۱۲۸ ] |
| ۴    | بیشترین مخاطب در سه روز      | هفتاد سی | ۳۲۱٬۱۳۰ نفر   | ۷ تا ۱۰ آذر ۱۴۰۳    | [ ۱۲۸ ] |
| ۵    | بیشترین مخاطب در ۷ روز نخست  | هفتاد سی | ۶۴۱٬۳۳۸ نفر   | ۷ تا ۱۴ آذر ۱۴۰۳    | [ ۱۲۸ ] |
| ۶    | بیشترین مخاطب در ۷ روز       | هفتاد سی | ۷۷۴٬۳۳۱ نفر   | ۱۷ تا ۲۴ آذر ۱۴۰۳   | [ ۱۲۸ ] |
| ۷    | بیشترین مخاطب در ۳۰ روز نخست | هفتاد سی | ۲٬۶۱۶٬۲۹۹ نفر | ۷ آذر تا ۷ دی ۱۴۰۳  | [ ۱۲۸ ] |
| ۸    | بیشترین مخاطب در ۳۰ روز      | هفتاد سی | ۲٬۶۵۶٬۲۹۹ نفر | ۸ آذر تا ۸ دی ۱۴۰۳  | [ ۱۲۸ ] |
| ۹    | بیشترین مخاطب در ۴۵ روز نخست | هفتاد سی | ۳٬۶۹۱٬۸۰۷ نفر | ۷ آذر تا ۲۲ دی ۱۴۰۳ | [ ۱۲۸ ] |

### پربیننده‌ترین فیلم‌ها بر پایه دهه
جدول زیر شامل فیلم‌هایی است که در هر دهه در مجموع اکران خود توانسته‌اند بیشترین مخاطب را جذب کنند.
| ردیف | عنوان رکورد                | نام فیلم     | تعداد مخاطبان  | منبع    |
| ---- | -------------------------- | ------------ | -------------- | ------- |
| ۱    | پربیننده‌ترین فیلم دهه ۱۳۴۰ | قیصر         | ۴۰۰ هزار نفر   |         |
| ۲    | پربیننده‌ترین فیلم دهه ۱۳۵۰ | در امتداد شب | ۱٫۲ میلیون نفر |         |
| ۳    | پربیننده‌ترین فیلم دهه ۱۳۶۰ | عقاب‌ها       | ۸٫۶ میلیون نفر | [ ۱۲۹ ] |
| ۴    | پربیننده‌ترین فیلم دهه ۱۳۷۰ | افعی         | ۶٫۳ میلیون نفر | [ ۱۳۰ ] |
| ۵    | پربیننده‌ترین فیلم دهه ۱۳۸۰ | اخراجی‌ها ۲   | ۵٫۳ میلیون نفر | [ ۱۳۱ ] |
| ۶    | پربیننده‌ترین فیلم دهه ۱۳۹۰ | هزارپا       | ۴٫۲ میلیون نفر | [ ۱۳۲ ] |
| ۷    | پربیننده‎ترین فیلم دهه ۱۴۰۰ | فسیل         | ۷٫۴ میلیون نفر | [ ۴ ]   |